# Ferrocarriles Vascongados
| |                                         |                             |                             |
| Streckenlänge: | 157 km                                  |                             |                             |
| Spurweite: | 1000 mm (Meterspur)                     |                             |                             |
| Stromsystem: | 1500 =                                  |                             |                             |
| Maximale Neigung: | 28 ‰                                    |                             |                             |
| Minimaler Radius: | Hauptstrecke: 100 m Nebenstrecken: 60 m |                             |                             |
| |                                         |                             |                             |
| \| \| 0,0 \| Bilbao-Atxuri \| 8,6 m \| \| \| 32,793 \| Durango \| 113,91 m \| \| \| 0,0 \| Kilometrierung Stichstrecke \| Kilometrierung Stichstrecke \| \| \| 6,606 \| Apatamonasterio \| Apatamonasterio \| \| \| 11,556 \| Arrazola \| Arrazola \| \| \| 10,225 \| Elorrio \| Elorrio \| \| \| 54 \| Malzaga \| 85 m \| \| \| \| \| \| \| \| 61,738 \| Mecolalde \| Mecolalde \| \| \| 80,092 \| Zumárraga \| Zumárraga \| \| \| 59 \| Elgoibar \| Elgoibar \| \| \| \| Zumaia \| \| \| \| 29,794 \| Zarautz \| Zarautz \| \| \| 55,860 \| Amara-Donostia \| Amara-Donostia \| |                                         |                             |                             |
| Kopfbahnhof Streckenanfang | 0,0                                     | Bilbao-Atxuri               | 8,6 m                       |
| Bahnhof | 32,793                                  | Durango                     | 113,91 m                    |
| Strecke von links (außer Betrieb) · Abzweig geradeaus und ehemals nach rechts | 0,0                                     | Kilometrierung Stichstrecke | Kilometrierung Stichstrecke |
| Haltepunkt / Haltestelle (Strecke außer Betrieb) · Strecke | 6,606                                   | Apatamonasterio             | Apatamonasterio             |
| Haltepunkt / Haltestelle Streckenanfang und quer (Strecke außer Betrieb) · Abzweig geradeaus und nach rechts (Strecke außer Betrieb) · Strecke | 11,556                                  | Arrazola                    | Arrazola                    |
| Haltepunkt / Haltestelle Streckenende (Strecke außer Betrieb) · Strecke | 10,225                                  | Elorrio                     | Elorrio                     |
| Bahnhof | 54                                      | Malzaga                     | 85 m                        |
| Strecke von links (außer Betrieb) · Abzweig geradeaus und ehemals nach rechts |                                         |                             |                             |
| Haltepunkt / Haltestelle (Strecke außer Betrieb) · Strecke | 61,738                                  | Mecolalde                   | Mecolalde                   |
| Kopfbahnhof Streckenende (Strecke außer Betrieb) · Strecke | 80,092                                  | Zumárraga                   | Zumárraga                   |
| Bahnhof | 59                                      | Elgoibar                    | Elgoibar                    |
| Bahnhof |                                         | Zumaia                      | Zumaia                      |
| Haltepunkt / Haltestelle | 29,794                                  | Zarautz                     | Zarautz                     |
| Kopfbahnhof Streckenende | 55,860                                  | Amara-Donostia              | Amara-Donostia              |

Die Compañía de Ferrocarriles Vascongados, deutsch ungefähr Baskische Eisenbahn, war eine Eisenbahngesellschaft im Baskenland in Spanien, die ein meterspuriges Streckennetz zwischen den Städten Bilbao und San Sebastián betrieb. Sie entstand 1906 aus der Fusion der drei folgenden Eisenbahngesellschaften, die verschiedene Strecken in den Provinzen Bizkaia und Gipuzkoa betrieben:
- Compañía del Ferrocarril Central de Vizcaya mit der Hauptstrecke Bilbao–Durango
- Compañía del Ferrocarril Durango–Zumárraga mit der Hauptstrecke Durango–Zumarraga
- Compañía del Ferrocarril de Elgoibar a San Sebastián mit der Strecke Elgoibar–San Sebastián

Wegen Finanzproblemen wurden die Eisenbahnstrecken der Compañía de Ferrocarriles Vascongados 1972 von der FEVE übernommen und die Gesellschaft nach Bezahlung aller Schulden 1995 aufgelöst. Auf den meisten Strecken betreibt heute Euskotren Regionalzug- und S-Bahnverkehr.

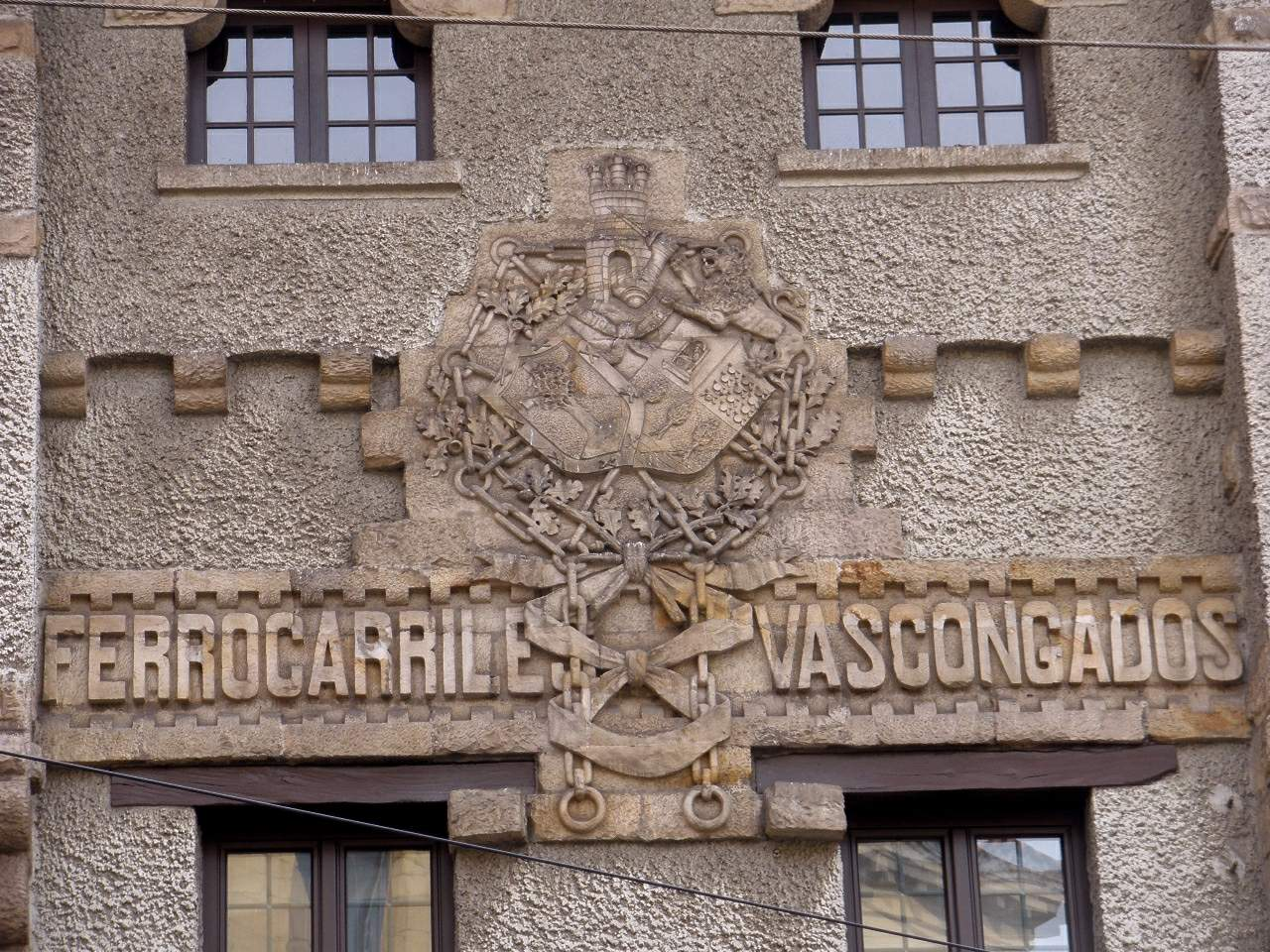
Relief mit dem Schriftzug der Ferrocarriles Vascongados an der Fassade des Bahnhofs Bilbao-Atxuri

## Geschichte
Die Compañía de los Ferrocarriles Vascongados wurde am 1. Juli 1906 mit einem Aktienkapital von 20 Millionen Peseten gegründet, an dem sich auch französische Geldgeber beteiligten. Nach der Fusion der drei Vorgänger-Bahngesellschaften entstand ein Streckennetz von 157 km Länge.
Die Eröffnung der Autobahn AP-8 in den 1970er Jahren führte zu einem starken Verkehrseinbruch, so dass die Ferrocarriles Vascongados in finanzielle Schieflage gerieten. Der Betrieb der Strecken wurde 1972 von FEVE übernommen, die Strecken selbst 1976. Unter FEVE wurden diverse Verbesserungen an der Infrastruktur und an den Fahrzeugen vorgenommen, sowie der Güterverkehr gefördert.
Nach der Gründung Autonome Gemeinschaft Baskenland 1979 übernahm diese die ehemaligen Strecken der Ferrocarriles Vascongados aus dem Bestand von FEVE und brachte sie in das 1982 gegründete Eisenbahnunternehmen Euskotren, das zu 100 % im Besitz der Autonomen Gemeinschaft ist. Es wurden weitere Sanierungen an den Strecken und den Fahrzeugen durchgeführt. 

### Vorgängergesellschaften
1882 eröffnete die Compañía del Ferrocarril Central de Vizcaya die Strecke Bilbao–Durango. Fünf Jahre danach eröffnete die Compañía del Ferrocarril de Durango a Zumárraga zuerst die Strecke Durango–Elgoibar und im folgenden Jahr die Verbindung von Málzaga durch das Río Deva-Tal nach Zumarraga, wodurch die Hauptstadt des Baskenlandes mit dem Netz der Schmalspurbahnen an die von Madrid an die französische Grenze führenden Breitspurstrecke der Norte angebunden war. 1901 erfolgte die Eröffnung der Strecke Elgoibar–San Sebastián durch die Compañía del Ferrocarril de Elgoibar a San Sebastián, womit Bilbao mit einer 108 km langen Meterspurstrecke mit San Sebastián verbunden war. Das gesamte Schmalspurnetz war 130,7 km lang, wobei 22,7 km auf die Strecke durch das Deva-Tal nach Zumarraga entfielen.
Die drei Bahngesellschaften arbeiteten bezüglich Mitarbeiter, Betrieb der Strecken und im unternehmerischen Bereich eng zusammen. Sie besaßen gegenseitige Aktienbeteiligungen und hatten mehrere gemeinsame Mitglieder in den Geschäftsleitungen. So übernahm beispielsweise die Compañía del Ferrocarril Central de Vizcaya von der Compañía del Ferrocarril de Elgoibar a San Sebastián den Bau des Abschnittes Zarauz–Deva der Strecke Elgoibar–San Sebastián, der als besonders schwierig galt, und übernahm gleich den Betrieb der ganzen Strecke. Zusätzlich führte sie während zwölf Jahren auch den Betrieb der Strecke Durango–Zumarraga.

#### Compañía del Ferrocarril Central de Vizcaya

##### Ferrocarril vizcaíno
1856 wurde klar, dass die Eisenbahnstrecke von Madrid zur französischen Grenze und somit die Verbindung mit dem restlichen Europa nicht durch Bilbao führen würde. Weil der Hafen der Stadt von dieser wichtigen Verbindung ausgelassen wurde, schien dessen zukünftige Entwicklung behindert. Es entstand ein direkter Wettbewerb mit den Städten Santander und Pasajes, weshalb Bilbao eine Anbindung an die neue Strecke suchte.
Das erste Projekt wurde Ferrocarril vizcaíno („Bizkaia-Eisenbahn“) genannt. Es sollte Bilbao mit Vitoria-Gasteiz, der Hauptstadt der Provinz Álava, verbinden und dort die Anbindung an die Hauptstrecke Madrid–Frankreich schaffen. Die Strecke hätte über Amorebieta nach Durango geführt und von dort weiter nach Vitoria und San Sebastián. Am 22. März 1856 wurde deshalb mit großzügiger Unterstützung der Verwaltungen von Bilbao und der Provinz Bizkaia die Comisión del Ferrocarril Vizcaíno gegründet.

##### Bahnstrecke Tudela–Bilbao

Bahnstrecke Tudela–Bilbao

Die Behörden der spanischen Regionen La Rioja und Navarra unterstützen das Projekt einer Eisenbahn in Bizkaia ebenfalls, weil die Bahnlinie eine ausgezeichnete Möglichkeit eröffnete, die Weine und Produkte der Region über den Hafen von Bilbao zu exportieren. Die Abgeordneten von La Rioja schlugen deshalb der Kommission den Bau einer Strecke Tudela–Logroño–Haro–Bilbao vor, wobei sie auch den Bau des in ihrer Region liegenden Streckenabschnittes Tudela–Logroño–Haro auf eigene Rechnung anboten mit der Erwartung, dass die Provinz Bizkaia das Gleiche tun würde. Für Bilbao bestand die Gefahr, dass die Fortsetzung einer Strecke von Saragossa entlang dem Ebro von Miranda de Ebro nicht nach Bilbao, sondern nach Santander führen könnte. Nachdem sich die spanische Regierung bei der Verbindung Madrid–französische Grenze für die Streckenführung über Burgos–Vitoria–Irun entschieden hatte, blieb Bilbao nichts anderes übrig, als die Strecke nach Tudela anzunehmen. Im Juli 1856 wurde die Bewilligung sowohl für den Bau der Norte-Hauptstrecke, wie auch für Zweigstrecke Tudela–Bilbao erteilt, wobei die Bewilligung noch keine Aussage machte, ob diese in Vitoria oder in Miranda de Ebro die Hauptstrecke kreuzen sollte.
Die Planung der Strecke Tudela–Bilbao wurde von der spanischen Verwaltung an die Bauingenieure Luis de Torres Vidosola und Enrique Alar übertragen. Die Bahnlinie folgt dem Ebro bis zur Kreuzung mit der Strecke Madrid–Irún in Miranda de Ebro und verläuft von da über Orduña nach Bilbao. Für die Finanzierung des Projektes wurde am 16. März 1857 eine Zeichnung für einen Kredit von 100 Millionen Real aufgelegt. Am 6. Juli wurde die Streckenführung über Mirando de Ebro festgelegt und die Anbindung an die Strecke Saragossa–Alsasua 25 km von Tudela entfernt, die später in Castejón de Ebro festgelegt wurde. Für den Bau und Betrieb der Strecke wurde die Compañía del Ferrocarril de Bilbao á Tudela por Miranda gegründet. Der Bau begann 1857, die einzelnen Streckenabschnitt wurden zwischen Frühjahr und Sommer 1863 dem Betrieb übergeben. Die Gesellschaft wurde nach finanziellen Schwierigkeiten 1878 von der Norte übernommen.

##### Ferrocarril Central de Vizcaya
| Kopfbahnhof Streckenanfang                                                 | 0,000  | Bilbao-Atxuri                             | 8,6 m                                     |
| Tunnel                                                                     | 1,000  | Miraflores-Tunnel                         | Miraflores-Tunnel                         |
| ehemaliger Haltepunkt / Haltestelle                                        | 1,350  | Ventas del Cuerno                         | Ventas del Cuerno                         |
| Haltepunkt / Haltestelle                                                   | 1,939  | Bolueta                                   | Bolueta                                   |
| Haltepunkt / Haltestelle                                                   | 4,851  | Echevarri                                 | Echevarri                                 |
| Brücke über Wasserlauf                                                     | 4,871  | Nervión                                   | Nervión                                   |
| Betriebsstelle Streckenanfang und quer · Abzweig geradeaus und von rechts  |        | Dos Caminos                               | Dos Caminos                               |
| Bahnhof                                                                    | 5,758  | Ariz                                      | Ariz                                      |
| Brücke über Wasserlauf                                                     | 6,100  | Nervión                                   | Nervión                                   |
| Bahnhof                                                                    | 8,506  | Zuazo                                     | Zuazo                                     |
| Bahnhof                                                                    | 13,100 | Usansolo                                  | Usansolo                                  |
| ehemalige Blockstelle                                                      | 14,450 | Eroso Verladestelle für Pyrit 1)          | Eroso Verladestelle für Pyrit 1)          |
| Haltepunkt / Haltestelle                                                   | 15,760 | Bedia                                     | Bedia                                     |
| Bahnhof                                                                    | 17,427 | Lemona                                    | Lemona                                    |
| Brücke über Wasserlauf                                                     | 18,060 | Arratia                                   | Arratia                                   |
| Brücke über Wasserlauf                                                     | 20,698 | Andrapolea-Brücke über den Ibaizabal      | Andrapolea-Brücke über den Ibaizabal      |
| Brücke über Wasserlauf                                                     | 21,275 | Astepe                                    | Astepe                                    |
| Betriebsstelle Streckenanfang und quer · Abzweig geradeaus und nach rechts | 21,275 | Fabrica de Astepe (Eisenwerk)             | Fabrica de Astepe (Eisenwerk)             |
| Abzweig geradeaus, nach links und von links                                |        | Ferrocarril Amorebieta-Bermeo nach Bermeo | Ferrocarril Amorebieta-Bermeo nach Bermeo |
| Bahnhof                                                                    | 22,310 | Amorebieta                                | Amorebieta                                |
| Haltepunkt / Haltestelle                                                   | 26,590 | Euba                                      | Euba                                      |
| Haltepunkt / Haltestelle                                                   | 31,074 | Santa Apolonia                            | Santa Apolonia                            |
| Bahnhof                                                                    | 32,793 | Durango                                   | 113,91 m                                  |
| Abzweig geradeaus und ehemals nach rechts                                  |        | nach Apatamonasterio–Elorrio/Arrazola     | nach Apatamonasterio–Elorrio/Arrazola     |
| Strecke nach links                                                         |        | Ferrocarril Durango–Zumárraga             | Ferrocarril Durango–Zumárraga             |

| Strecke |              | von Bilbao                                 | von Bilbao                                 |
| Bahnhof | 32,793 0,000 | Durango                                    | 113,91 m                                   |
| Abzweig ehemals geradeaus und nach links                                                                                |              | Compañía del Ferrocarril Durango–Zumárraga | Compañía del Ferrocarril Durango–Zumárraga |
| Haltepunkt / Haltestelle (Strecke außer Betrieb)                                                                        | 3,512        | Zelaieta                                   | Zelaieta                                   |
| Haltepunkt / Haltestelle (Strecke außer Betrieb)                                                                        | 4,200        | Andra-Mari                                 | Andra-Mari                                 |
| Bahnhof (Strecke außer Betrieb)                                                                                         | 6,606        | Apatamonasterio                            | Apatamonasterio                            |
| Kopfbahnhof Streckenanfang und quer (Strecke außer Betrieb) · Abzweig geradeaus und nach rechts (Strecke außer Betrieb) | 11,556       | Arrázola                                   | Arrázola                                   |
| Haltepunkt / Haltestelle (Strecke außer Betrieb)                                                                        | 8,733        | San Agustín                                | San Agustín                                |
| Kopfbahnhof Streckenende (Strecke außer Betrieb)                                                                        | 10,225       | Elorrio                                    | Elorrio                                    |

Die Strecke Bilbao–Tudela erfüllte nicht den von den wirtschaftlichen Förderern der Provinz Bizkaia verfolgte Zwecke, so dass der Wunsch nach einer direkten Verbindung Bilbao–San Sebastián–Frankreich erneut erwachte. 1862 stellten deshalb das Provinzparlament von Bizkaia Geld für den Bau einer Eisenbahnstrecke Bilbao–Durango zur Verfügung, die den Namen mit dem Namen Ferrocarril Central de Vizcaya trug.
Am 29. Februar 1872 beantragt der Bürgermeister von Durango die Konzession für eine Verbindung von seiner Siedlung zur Strecke Tudela–Bilbao in Basauri. Einen Monat später erhielt er die Bewilligung zur Durchführung der dazu nötigen Abklärungen und am 5. Dezember des gleichen Jahres wurde ein Bericht präsentiert, der die Vorteile einer Breitspurbahn aufzeigte. 1876 nach dem dritten Carlistenkrieg wurde das Projekt wieder aufgenommen und eine zweite Studie erstellt, die sich vor allem mit der Rentabilität des Vorhabens befasste, aber auch die Ausführung von vier Brücken und der vier Stationen Dos Caminos in Basauri, Galdácano, Amorebieta und Durango beschrieb. In der dazugehörigen Fahrzeugliste waren sechs Lokomotiven, 60 Personenwagen und 80 Güterwagen aufgeführt.
Die Regierung bewilligte das Projekt am 15. Dezember 1877 und erteilte am 29. Dezember eine unbeschränkte Konzession für eine privat zu finanzierende Bahnstrecke an ihre Befürworter. Besonders zu erwähnen ist das Recht der Bahn auf eine freie Preisbildung bei den Fahrkarten und Frachttarifen. Am 14. September 1878 bewilligte die Regierung die Übertragung der Konzession an Francisco Nicasio Igartua y Egusquiza, der zu deren Nutzung die Compañía del Ferrocarril Central de Vizcaya mit einem Startkapital von 2 Millionen Peseten gründete. Die neue Gesellschaft fiel unter das Gesetz vom 14. November 1868 über die allgemeinen Grundlagen für die Gesetzgebung über öffentliche Arbeiten.
Die vorgesehene 27,8 km lange Strecke sollte mit 1670 mm Spurweite ausgeführt werden, damit sie in den Betrieb der Strecke Bilbao–Tudela integriert werden konnte. Nachdem aber letztere von der Norte übernommen wurde, versiegten die Gespräche über eine gemeinsame Betriebsführung. Die Ferrocarril Central de Vizcaya beschloss deshalb, die neue Strecke als Meterspurbahn zu bauen. Dies wurde am 24. Mai 1879 bewilligt, ebenso die Verlängerung der Strecke bis Bilbao. Die Strecke sollte nun 34,1 km lang werden und im neu zu bauenden Bahnhof Bilbao-Atxuri enden. Weiter kam eine Verbindung Ariz–Dos Caminos hinzu, die den Anschluss an die Strecke Bilbao–Tudela herstellte, sowie der Miraflores-Tunnel an der Verlängerung nach Atxuri hinzu.
Das vom Bauingenieur Pablo de Alzola erstellte Projekt veranlagte Kosten von 3.441.145,95 Peseten. In weniger als zwei Jahren wurde die Strecke unter der Leitung von Ingenieur Adolfo Ibarreta fertig gestellt. Die Stationsgebäude wurden vom Architekten Sabino de Goicoechea entworfen, die Brücken stammten von der deutschen Brückenbaugesellschaft Johann Caspar Harkort aus dem Ruhrgebiet. Von der gut 32 km langen Strecke lagen knapp 18 km in der geraden und die restlichen Kilometer in 68 Bögen. Sie überwand zwischen Bilbao und Durango 100 Höhenmeter. Der Betrieb konnte am 1. Juli 1882 aufgenommen werden – fünf Monate früher als die Verwaltung geplant hatte. Die Baukosten lagen unter dem Voranschlag, so dass die Gesellschaft unter guten finanziellen Voraussetzungen starten konnte.
Die Ferrocarril Central de Vizcaya erwirtschaftete immer gute Resultate, so dass sie sich an anderen Investitionen beteiligen konnte, wie zum Beispiel an der Bahnstrecke Durango–Zumárraga. 1902 wurden die Werkstätten in Durango erbaut. Mit der Planung war der Ingenieur Luis Camiña beauftragt, der Bau erfolgte durch die Talleres de Zorroza. Sie wurden bis 2013 genutzt, bevor sie in das Quartier Lebario von Abadiño östlich von Durango verlegt wurden. Zusammen mit den Werkstätten wurden auch der Bahnhof renoviert, der zusammen mit den neuen Werkstätten 1904 eingeweiht wurde.
Am 4. September 1899 erhielt die Ferrocarril Central de Vizcaya die Konzession für die Zweigstrecken Durango–Elorrio und Apatamonasterio–Arrazola. Die 14 km lange Strecke erschloss die Eisenerz- und Kupferbergwerke in der Umgebung von Arrazola. Die Strecke nach Apatamonasterio war im Juni 1903 fertiggestellt, konnte aber erst wegen bürokratischer Probleme erst am 20. September in Betrieb genommen werden. Am 1. Februar 1904 folgte der Ast nach Arrazola, am 16. Juli 1905 derjenige nach Elorrio. 1916 wurden 50.000 Tonnen Eisenerz aus den Bergwerken abtransportiert, danach nahmen die Mengen ab. Der Betrieb aller Zweigstrecken von Durango wurde in den 1960er Jahren eingestellt.
1902 stand den Ferrocarril Central de Vizcaya für den Betrieb 18 Dampflokomotiven, 86 Personenwagen, 19 Gepäckwagen und 546 Güterwagen zur Verfügung. Die Lokomotiven stammten von Hanomag aus Deutschland, Nasmyth Wilson aus England und Porter aus den USA.

###### Zweigstrecke nach Elorrio und zu den Bergwerken von Arrazola
Als Zweigstrecke zur Stammbahn Durango–Zumárraga wurde eine Verbindung von Durango nach Elorrio gebaut, von der in Apatamonasterio eine Stichbahn zu den Bergwerken in Arrazola abzweigte. Am 4. September 1899 wurde Francisco Nicasio de Igartua, dem damaligen Präsidenten der Ferrocarril Central de Vizcaya, eine 99 Jahre gültige Konzession zum Bau und Betrieb dieser Bahn erteilt. Am 18. September 1900 wurden durch einen königlichen Erlass die aus der Konzession hervorgehenden Pflichten für die Bahngesellschaft festgelegt, welche von dieser am 2. Januar 1901 angenommen wurden. Das Projekt wurde dem Bauingenieur Rafael Lafarga übertragen, die Bauausführung dem Unternehmer José Uribasterra.
Die 7 km lange Strecke von Durango nach Apatamonasterio wurde am 19. September 1903 eingeweiht. Danach wurde der 5 km lange Streckenast bis zum Eisen- und Kupferbergwerk gebaut, der am 1. September 1904 fertiggestellt war.
Am 21. Juni 1904 wurden die Arbeiten für den Abschnitt Apatamonasterio–Elorrio an den Unternehmer Pedro Gandiaga vergeben, der am 3. August 1904 mit dem Bau begann und am 15. Juli 1905 mit diesen fertig war. Die Zweigstrecken wurden von der Provinz Bizkaia mit 7.000 Peseten pro Kilometer und von Elorrio mit 20.000 Peseten subventioniert.
Die Verlängerung von Apatamonasterio nach Elorrio wurde am 16. Juni 1905 eröffnet. Die Gesamtlänge der von Durango aus gehenden Zweigstrecken betrug 15,175 km.
Im Streckenverlauf mussten zwei Tunnels gebaut werden, einer 30 m und der andere 122 m lang. Der Oberbau bestand aus neun Meter langen Schienen, dessen Meterlast auf dem Abschnitt Durango–Arrazóla 32 kg pro Meter und auf dem Abschnitt Apatamonasterio–Elorrio 26 kg pro Meter betrug. Schienen und Stahlträger für die Brücken wurden vom Stahlwerk in Bilbao geliefert. Die Bahnhöfe Elorrio, Apatamonasterio und Arrázola verfügten über eine Drehscheibe; Wasserkräne gab es in Arrazóla und Elorreo. 1912 wurde in Elorreo ein Lokschuppen errichtet.
1917 wurde der Bergbaubetrieb in Arrázola eingestellt, so dass die Eisen- und Kupfererztransporte wegfielen. Im Güterverkehr blieb bis in die 1950er Jahre ein beschränktes Angebot erhalten, das dem Abtransport des Holzes aus den Wäldern der umliegenden Tälern diente, danach wurde dieser gänzlich eingestellt.
Seit dem Bau der Strecke wurde untersucht, ob diese über den Campazar-Pass bis nach Mondragón hätte zu verlängern sei, wodurch ein Anschluss an die Ferrocarril Vasco–Navarro entstanden wäre. Aus diesem Grund wurde die Endstation in Elorrio nicht als Kopfbahnhof, sondern seitlich der Gleise gebaut. In den 1940er Jahren wurde die Ausarbeitung eines Vorprojektes für eine solche Strecke dem Bauingenieur Luis del Río y Soler übertragen.
Am 6. November 1941 wurde das Projekt der Elektrifizierung des Abschnittes Durango–Elorrio vorgestellt, das am 29. Mai 1942 bewilligt wurde. Die Ausführung wurde dem italienischen Ingenieur Pontocorvo übertragen, der mit den Arbeiten am 28. Januar 1946 fertig war, so dass der elektrische Betrieb am 2. Februar offiziell aufgenommen werden konnte.
Wegen des allgemeinen Verkehrsrückgangs wurde der Abschnitt Apatamonasterio–Arrázola 1960 geschlossen, die restliche Strecke folgte am 1. März 1975. Danach wurden die Gleise abgebaut.

###### Daten der Eröffnung und Betriebseinstellung der Teilabschnitte
| Teilabschnitt            | Eröffnung          | Einstellung  |
| ------------------------ | ------------------ | ------------ |
| Bilbao-Atxuri–Durango    | 1. Juli 1882       |              |
| Durango–Apatamonasterio  | 19. September 1903 | 1. März 1975 |
| Apatamonasterio–Arrazola | 1. September 1904  | 1960         |
| Apatamonasterio–Elorrio  | 16. Juni 1905      | 1. März 1975 |

#### Compañía del Ferrocarril Durango–Zumárraga
| |                     |                                                |                                                |
| Streckenlänge: | 53 km               |                                                |                                                |
| Spurweite: | 1000 mm (Meterspur) |                                                |                                                |
| |                     |                                                |                                                |
| \| \| \| von Bilbao \| \| \| \| 32,793 \| Durango \| 113,91 m \| \| \| \| nach Apatamonasterio–Elorrio/Arrazola \| \| \| \| 39,456 \| Berriz \| Berriz \| \| \| 41,354 \| Zaldivar \| Zaldivar \| \| \| \| Santa-Marina-Tunnel unter dem Areitio-Pass \| \| \| \| 47,604 \| Ermua \| Ermua \| \| \| \| Eibar-Tunnel \| \| \| \| 51,830 \| Eibar \| Eibar \| \| \| 54,088 \| Malzaga \| Malzaga \| \| \| \| nach Elgoibar–San Sebastián \| \| \| \| 57,217 \| Placencia de las Armas \| Placencia de las Armas \| \| \| 60,136 \| Los Mártires \| Los Mártires \| \| \| 61,738 \| Mecolalde \| Mecolalde \| \| \| \| Ferrocarril Vasco-Navarro nach Vitoria-Gasteiz \| \| \| \| 64,842 \| Vergara \| Vergara \| \| \| 70,432 \| Anzuola \| Anzuola \| \| \| 74,587 \| Amilleta \| Amilleta \| \| \| \| Descarga-Tunnel (690 m) \| \| \| \| 80,092 \| Zumárraga \| Übergang zur Ferrocarril del Urola \| \| \| \| Norte Madrid–französische Grenze \| \| |                     |                                                |                                                |
| Strecke von rechts |                     | von Bilbao                                     | von Bilbao                                     |
| Bahnhof | 32,793              | Durango                                        | 113,91 m                                       |
| Abzweig geradeaus und nach rechts |                     | nach Apatamonasterio–Elorrio/Arrazola          | nach Apatamonasterio–Elorrio/Arrazola          |
| Bahnhof | 39,456              | Berriz                                         | Berriz                                         |
| Haltepunkt / Haltestelle | 41,354              | Zaldivar                                       | Zaldivar                                       |
| Tunnel |                     | Santa-Marina-Tunnel unter dem Areitio-Pass     | Santa-Marina-Tunnel unter dem Areitio-Pass     |
| Haltepunkt / Haltestelle | 47,604              | Ermua                                          | Ermua                                          |
| Tunnel |                     | Eibar-Tunnel                                   | Eibar-Tunnel                                   |
| Bahnhof | 51,830              | Eibar                                          | Eibar                                          |
| Bahnhof | 54,088              | Malzaga                                        | Malzaga                                        |
| Abzweig ehemals geradeaus, nach links und ehemals von links |                     | nach Elgoibar–San Sebastián                    | nach Elgoibar–San Sebastián                    |
| Bahnhof (Strecke außer Betrieb) | 57,217              | Placencia de las Armas                         | Placencia de las Armas                         |
| Haltepunkt / Haltestelle (Strecke außer Betrieb) | 60,136              | Los Mártires                                   | Los Mártires                                   |
| Bahnhof (Strecke außer Betrieb) | 61,738              | Mecolalde                                      | Mecolalde                                      |
| Abzweig geradeaus und nach rechts (Strecke außer Betrieb) |                     | Ferrocarril Vasco-Navarro nach Vitoria-Gasteiz | Ferrocarril Vasco-Navarro nach Vitoria-Gasteiz |
| Bahnhof (Strecke außer Betrieb) | 64,842              | Vergara                                        | Vergara                                        |
| Haltepunkt / Haltestelle (Strecke außer Betrieb) | 70,432              | Anzuola                                        | Anzuola                                        |
| Haltepunkt / Haltestelle (Strecke außer Betrieb) | 74,587              | Amilleta                                       | Amilleta                                       |
| Tunnel (Strecke außer Betrieb) |                     | Descarga-Tunnel (690 m)                        | Descarga-Tunnel (690 m)                        |
| Kopfbahnhof Streckenende (Strecke außer Betrieb) | 80,092              | Zumárraga                                      | Übergang zur Ferrocarril del Urola             |
| Bahnhof quer |                     | Norte Madrid–französische Grenze               | Norte Madrid–französische Grenze               |

Am 15. Mai 1884 wurde an der Generalversammlung der Aktionäre der Ferrocarril Central de Vizcaya der Vorschlag einer Verlängerung der Strecke von Durango nach Zumárraga mit einer Zweigstrecke nach Elgoibar präsentiert. In Zumárraga würde der Anschluss an die Strecke Madrid–französische Grenze der Norte die Eisenbahnverbindung Bilbao–San Sebastían gegenüber der bestehenden über Miranda of Ebro um 124 km verkürzen. Der Unterschied in der Streckenlänge war sogar noch deutlicher bei der Verbindung Santander–San Sebastían. Am selben Tag wurde die Compañía del Ferrocarril Durango–Zumárraga gegründet, dessen Vorsitzender Francisco Nicasio de Igartua war. Es wurde eine Streckenführung von Durango über Elorrio wie auch über Malzaga diskutiert.
Am 20. Februar 1885 bewilligt die spanische Regierung der Gesellschaft den Bau und Betrieb der Strecke, wobei die Streckenführung über Berriz, Zaldivar, Mallavia, Ermua, Eibar, Malzaga, Placencia de las Armas, Vergara, Anzuola nach Zumárraga festgelegt wurde und auch die Zweigstrecke Malzaga–Elgoibar in der Bewilligung enthalten war. Die Strecken mussten binnen fünf Jahren gebaut werden und konnte danach während 99 Jahren betrieben werden.
Die Strecke war ursprünglich 53 km lang. Sie begann in Durango auf 114 m. ü. M und stieg auf 310 m. ü. M, bevor sie westlich von Zaldibar mit einem Scheiteltunnel das Tal des Rio Ego erreichte, dem sie bis nach Malzaga folgte. Von da folgte die Strecke dem rechten Ufer des Deba talaufwärts bis zur Wasserscheide am Descarga-Pass, den sie auf einer Höhe von 430 m mit einem Scheiteltunnel unterquerte und danach Zumárraga erreichte. Die 4,92 km lange Zweigstrecke nach Elgoibar beginnt in Malzaga und diente hauptsächliche dem Stahlwerk in San Pedro. Der Streckenverlauf entlang des rechten Ufers des Rio Ego war schwierig zu bewerkstelligen, die größte Kunstbaute ist der 520 m lange Santa Marina-Tunnel.
Das erste eröffnete Teilstück der Strecke war der Abschnitt Durango–Zaldivar, der am 21. Juni 1886 in Betrieb ging, wobei dieser bis zum 1. Juli 1887 von der Ferrocarril Central de Vizcaya geführt wurde, bevor er an die Ferrocarril Durango–Zumárraga übernommen wurde. Diese Form der Betriebsaufnahme erfolgte in Absprache mit dem Geschäftsführer der Bäder in Zaldivar Manuel María de Gortázar, der auch Aktionär der Bahngesellschaft war. Am 1. August 1887 nahm der vorerst noch isolierte Streckenabschnitt vom Stahlwerk in San Pedro nach Elgoibar für den Güterverkehr den Betrieb auf. Kurz danach folgte am 22. September der Abschnitt von Elgoibar nach Zaldivar – einige Tage nach der feierlichen Eröffnung durch Maria Christina von Österreich, der damalige Regentin von Spanien. Die Strecke erreichte am 1. Juli 1888 Vergara und am 26. August des gleichen Jahres den Endbahnhof in Zumarraga. An den Baukosten der Bahn beteiligte sich die Provinz Gipuzkoa mit 340.805,90 Peseten und die Provinz Bizkaia mit 1.220.000 Peseten, wobei diese im letzteren Fall binnen 20 Jahren zurückzuzahlen waren.
Der Betrieb der Eisenbahnlinie war defizitär, so dass die Einnahmen weder die Ausgaben noch die Schulddienstleistungen decken konnten. Am 26. November 1891 wurde deshalb eine Betriebsvereinbarung mit der Ferrocarril Central de Vizcaya unterzeichnet, das am 1. April 1897 um weitere sechs Jahre verlängert wurde und am 31. Dezember 1902 verfiel. In diesem Jahr begannen die Gespräche über die Fusion der beiden Bahnen, wenn auch nur mit Schwierigkeiten einen gemeinsamen Nenner zu finden war. Die Gespräche führten zum Rücktritt von Julio de Igartu, dem technischen Leiter der drei Bahnen – der Ferrocarril Central de Vizcaya, der Ferrocarril Durango–Zumárraga und der Ferrocarril Elgoibar–San Sebastián, wenngleich 1901 direkte Züge Bilbao–San Sebastián eingeführt worden waren. Die Betriebsvereinbarung wurde nicht erneuert und es folgte eine Zeit von Streitigkeiten zwischen den beiden Unternehmen.
Nach der Fertigstellung der Strecke verkehrten sechs tägliche Züge, wovon drei nach Zumarraga und die anderen drei nach Elgoibar verkehrten. Der Güterverkehr bediente das Stahlwerk in San Pedro bei Elgoibar und die Königliche Kanonenfabrik in Placencia de la Armas.
Im Februar 1904 wurde eine außerordentliche Generalversammlung abgehalten, wo neben anderen Geschäften, durch Statutenänderungen die Fusion der Gesellschaft mit den anderen beiden Bahnen zur Ferrocarriles Vascongados vorbereitet wurde.
1902 begann eine umfassende Renovation des Oberbaus der Strecke, die 1905 abgeschlossen werden konnte. Die ursprünglichen Schienen mit einem Gewicht von 18 kg/m wurden gegen solche mit 32 kg/m gewechselt. Dadurch konnten schwerere stärkere Lokomotiven eingesetzt werden und auf Vorspannleistungen verzichtet werden. Der Wechsel wurde in drei Etappen vorgenommen: die erste wurde im Mai 1902 abgeschlossen, die zweite im Dezember 1904 und die dritte im Mai 1905.
Der Betrieb auf dem Abschnitt Malzaga–Zumarraga wurde 1975 eingestellt. Dieser als Ferrocarril del Deba bezeichnete Streckenabschnitt wurde der Einführung der durchgehenden Züge Bilbao–San Sebastián zur Nebenstrecke degradiert.

##### Daten der Eröffnung und Betriebseinstellung der Teilabschnitte
| Teilabschnitt             | Eröffnung          | Einstellung  |
| ------------------------- | ------------------ | ------------ |
| Durango–Zaldivar          | 21. Juni 1886      |              |
| Elgoibar–San Pedro        | 1. August 1887     |              |
| Zaldivar–Malzaga–Elgoibar | 22. September 1887 |              |
| Malzaga–Vergara           | 1. Juli 1888       | 1. März 1975 |
| Vergara–Zumarraga         | 26. August 1888    | 1. März 1975 |

#### Compañía del Ferrocarril de Elgoibar a San Sebastián
| Ein Personenzug mit einer Brown-Boveri-Lokomotive fährt über die Urola-Brücke bei Zumaya |                     |                                                     |                                                     |
| |                     |                                                     |                                                     |
| Streckenlänge: | 55,86 km            |                                                     |                                                     |
| Spurweite: | 1000 mm (Meterspur) |                                                     |                                                     |
| |                     |                                                     |                                                     |
| \| \| \| von Bilbao \| \| \| \| 0,000 \| Elgoibar \| Elgoibar \| \| \| \| Toletxegain \| \| \| \| 1,956 \| Altzola \| Altzola \| \| \| 4,509 \| Mendaro \| Mendaro \| \| \| 7,476 \| Astigarribia \| Astigarribia \| \| \| 11,418 \| Deba \| Deba \| \| \| \| Arroa \| \| \| \| 22,601 \| Zumaia \| Zumaia \| \| \| 29,794 \| Zarautz \| Zarautz \| \| \| 32,472 \| Túnel de Zurigaray \| Túnel de Zurigaray \| \| \| 33,479 \| Puente de Altxerri \| Puente de Altxerri \| \| \| 34,883 \| Orio \| Orio \| \| \| 39,123 \| Túnel de Aguinaga \| Túnel de Aguinaga \| \| \| 40,827 \| Aguinaga \| Aguinaga \| \| \| 43,912 \| Usurbil \| Usurbil \| \| \| 46,213 \| Viaducto del Oria \| Viaducto del Oria \| \| \| 49,276 \| Túnel de Irubide (158 m) \| Túnel de Irubide (158 m) \| \| \| 50,000 \| Recalde \| Recalde \| \| \| 51,939 \| Añorga \| Añorga \| \| \| 53,900 \| Túnel de Aiete (839 m) \| Túnel de Aiete (839 m) \| \| \| \| Ferrocarril de San Sebastián a la Frontera francesa \| \| \| \| 55,860 \| Amara (San Sebastián) \| Amara (San Sebastián) \| |                     |                                                     |                                                     |
| Strecke |                     | von Bilbao                                          | von Bilbao                                          |
| Bahnhof | 0,000               | Elgoibar                                            | Elgoibar                                            |
| Haltepunkt / Haltestelle |                     | Toletxegain                                         | Toletxegain                                         |
| Haltepunkt / Haltestelle | 1,956               | Altzola                                             | Altzola                                             |
| Bahnhof | 4,509               | Mendaro                                             | Mendaro                                             |
| ehemaliger Haltepunkt / Haltestelle | 7,476               | Astigarribia                                        | Astigarribia                                        |
| Bahnhof | 11,418              | Deba                                                | Deba                                                |
| Haltepunkt / Haltestelle |                     | Arroa                                               | Arroa                                               |
| Bahnhof | 22,601              | Zumaia                                              | Zumaia                                              |
| Bahnhof | 29,794              | Zarautz                                             | Zarautz                                             |
| Tunnel | 32,472              | Túnel de Zurigaray                                  | Túnel de Zurigaray                                  |
| Brücke über Wasserlauf | 33,479              | Puente de Altxerri                                  | Puente de Altxerri                                  |
| Bahnhof | 34,883              | Orio                                                | Orio                                                |
| Tunnel | 39,123              | Túnel de Aguinaga                                   | Túnel de Aguinaga                                   |
| Bahnhof | 40,827              | Aguinaga                                            | Aguinaga                                            |
| Bahnhof | 43,912              | Usurbil                                             | Usurbil                                             |
| Brücke | 46,213              | Viaducto del Oria                                   | Viaducto del Oria                                   |
| Tunnel | 49,276              | Túnel de Irubide (158 m)                            | Túnel de Irubide (158 m)                            |
| Haltepunkt / Haltestelle | 50,000              | Recalde                                             | Recalde                                             |
| Bahnhof | 51,939              | Añorga                                              | Añorga                                              |
| Tunnel | 53,900              | Túnel de Aiete (839 m)                              | Túnel de Aiete (839 m)                              |
| Abzweig geradeaus und von rechts |                     | Ferrocarril de San Sebastián a la Frontera francesa | Ferrocarril de San Sebastián a la Frontera francesa |
| Kopfbahnhof Streckenende | 55,860              | Amara (San Sebastián)                               | Amara (San Sebastián)                               |

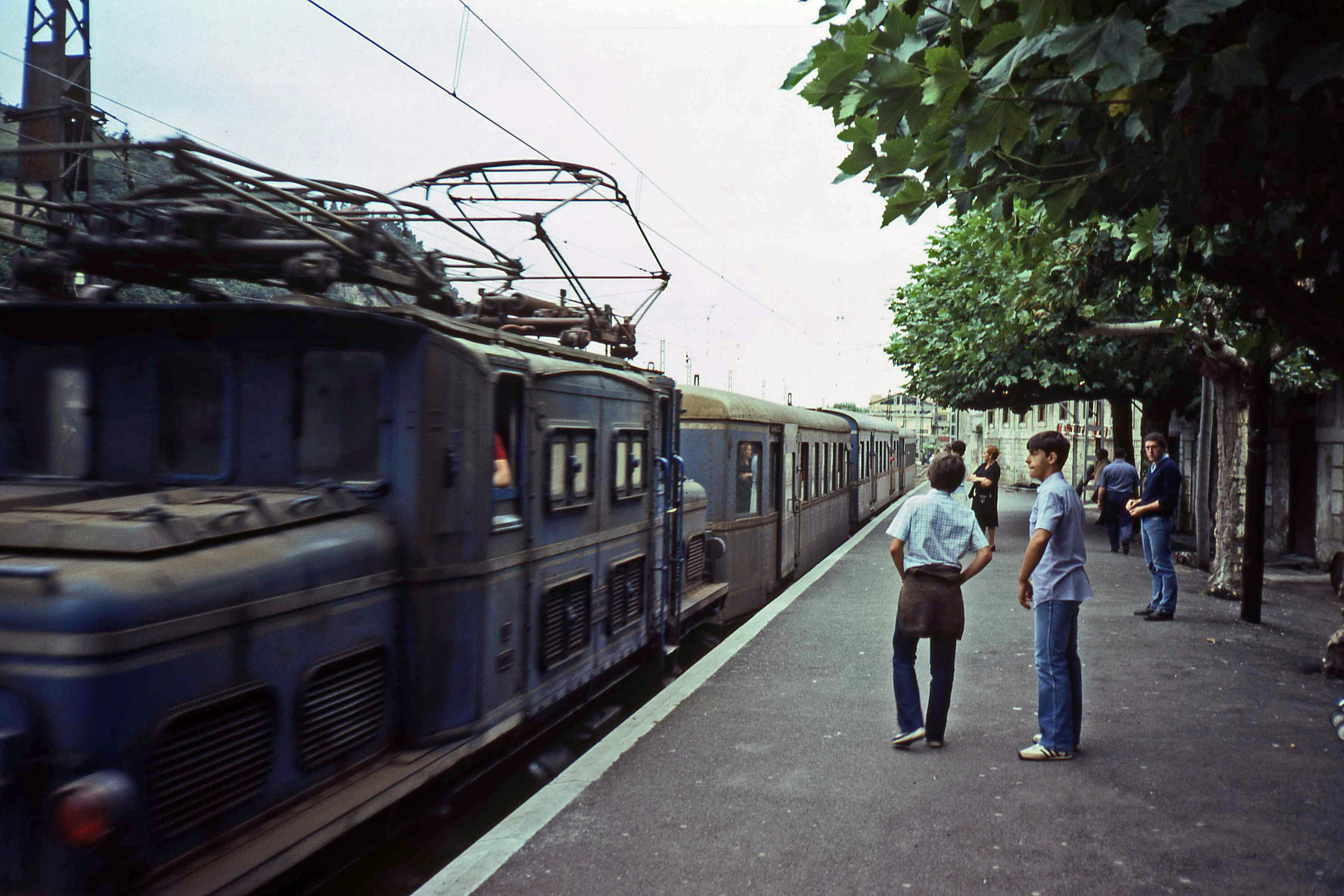
Ein Personenzug im Bahnhof Deba (1981)

Am 16. Oktober 1890 wurde die Compañía del Ferrocarril de Elgoibar a San Sebastián gegründet, deren Zweck der Bau und Betrieb einer Eisenbahn zwischen den beiden Städten in Gipuzkoa war. Dadurch sollte eine Fortsetzung der Strecke Durango–Zumárraga, die ihrerseits schon eine Verlängerung der Ferrocarril Central de Vizcaya war.
Das 1844 vom englischen Ingenieur Ross ausgearbeiteten Projektes wurde von Pablo de Alzola y Minondo 1883 überarbeitet und ab 1890 von Federico de Solaegui umgesetzt. Es sah eine Eisenbahnstrecke vor, die von Elgoibar dem Tal des Deba bis zu dessen Mündung ins kantabrische Meer folgt und danach entlang der Küste bis nach San Sebastián verläuft.
Am 15. Juni wurde die Konzession für den Abschnitt Elgiobar–Deba an Manuel Martín erteilt. Bereits am 14. Mai 1890 erhielt er eine Konzession für eine schmalspurige oder breitspurige Strecke Eisenbahnstrecke von Deba entlang der Küste nach San Sebastián mit der Option, diese bis zur französischen Grenze zu verlängern.
Mit der Absicht, eine direkte Verbindung zwischen den beiden Provinzhauptstädten Bilbao und San Sebastián zu schaffen, wurde am 21. Juni 1890 eine Sitzung mit den Verantwortlichen der drei an der Verbindung Beteiligten einberufen. Es waren dies die Ferrocarril Central de Vizcaya, die Ferrocarril Durango–Zumárraga und Manuel Martín, der im Besitz der Konzession für das fehlende Teilstück von Elgoiar nach San Sebastián hatte. am 13. September des gleichen Jahres wurde eine Vereinbarung zur Zusammenarbeit unterzeichnet sowie ein Ausschuss bezeichnet, der die Aufgabe hatte, die Statuten der neuen Gesellschaft auszuarbeiten und deren Gründung vorzubereiten, welche am 16. Oktober 1890 vollzogen wurde. Das Unternehmen erhielt Unterstützung von den lokalen Provinz- und Gemeindebehörden. Die Stadt San Sebastián stellte Im Quartier Amara Land für den Bau des Endbahnhofs zur Verfügung.

##### Beginn der Arbeiten
Die Arbeiten begannen unter der Führung von Ingenieur Luis Torres Vidosola. Das erste Baumaterial wurde 1891 bestellt. Es wurden bei den Dowlais Ironworks in Wales 3.800 Tonnen Schienen mit einem Gewicht von 26 kg pro Meter in Acht-Meter-Stücken bestellt. Bei der Giesserei Nasmyth & Wilson im Großraum Manchester wurden sechs Lokomotiven bestellt, wovon einige über die Ferrocarril Central de Vizcaya zu ihrem Einsatzort transportiert wurden.
Am 3. August 1893 konnte die ersten 13,5 km der Strecke zwischen Deba und Eigobar eingeweiht, so dass direkte Züge von Deva nach Bilbao und Zumárraga verkehren konnten – nach Deva verkehrten vier Zugpaare, nach Zumárraga zwei. Im selben Jahr wurde der 564 m lange Meagas-Tunnel bei Zarauz durchschlagen.
Das Bahnbau kam in finanzielle Schwierigkeiten, die so groß waren, dass die Arbeiten verlangsamt werden mussten und die Ferrocarril Central de Vizcaya, ihre Aktionäre, sowie deren Mitglieder der Geschäftsleitung Geld einschiessen mussten.

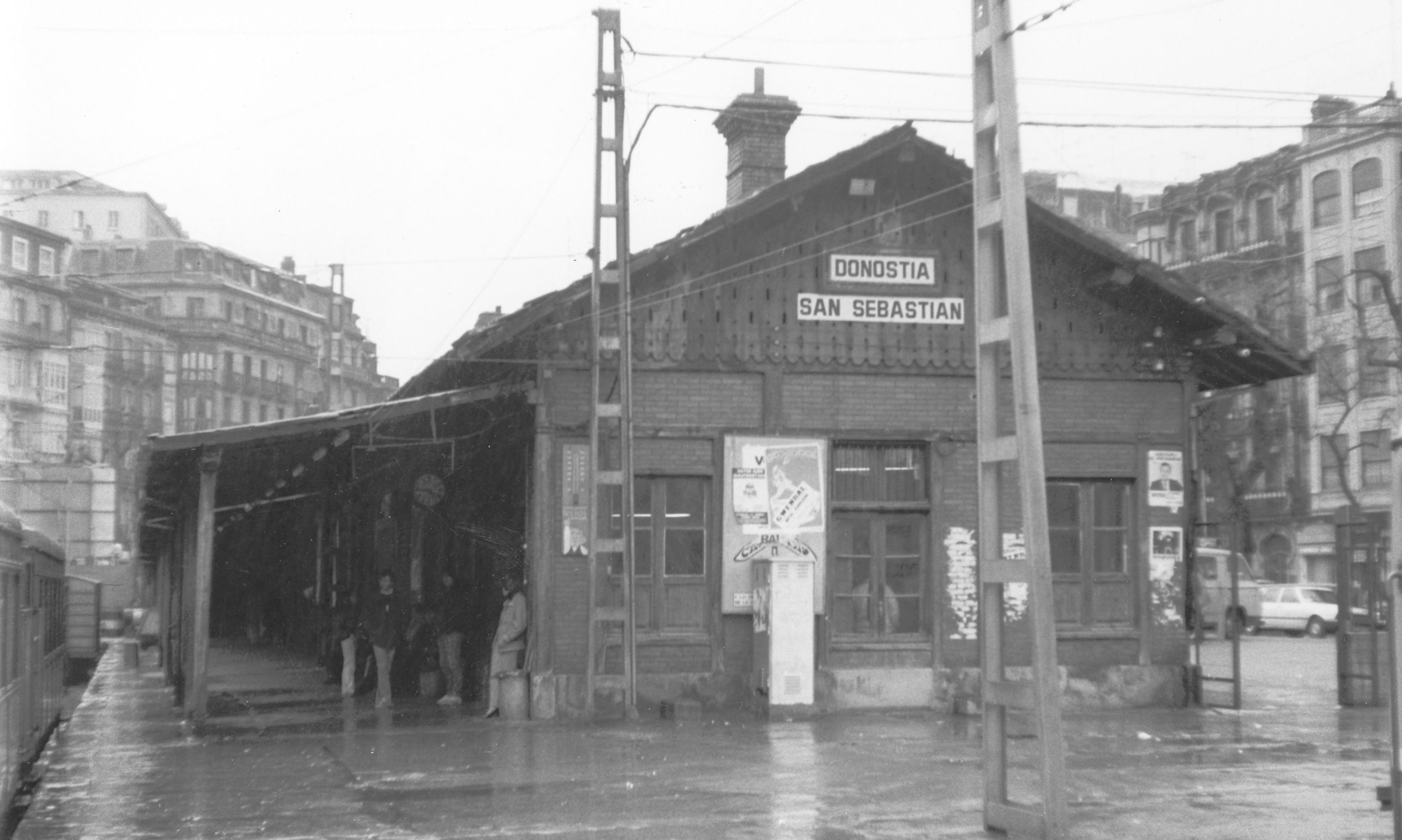
Bahnhof Amara in San Sebastián

Am 9. April 1895 konnte der 26 km lange Abschnitt Zarauz–San Sebastián eingeweiht werden. Die Strecke wurde von 18 Zugpaaren bedient. Der Amara-Bahnhof am Endpunkt der Strecke in San Sebastián wurde auf dem Gelände gebaut, dass von der Stadt überlassen wurde unter der Bedingung, dass binnen 15 Jahren ein Bahnhof errichtet würde, der sich architektonisch in die bereits bestehende Bebauung einfügt. Die ersten Einrichtungen des Bahnhofs wurden nur provisorisch gebaut, so dass der Betrieb aufgenommen werden konnte. Das Empfangsgebäude war deshalb nur ein einstöckiges Holzgebäude vorgesehen. Die Pläne für dieses Gebäude wurden durch den Stadtrat 1917 abgesegnet und der Bahnhof stand bis am 28. April 1983, dem Tag, als der Abbruch begann um einem definitiven Gebäude Platz zu machen.

##### Abschnitt Deva–Zarauz
Am 24. Mai 1895 wurde eine Obligationenanleihe aufgenommen, um die Kosten für den Bau des noch fehlenden Streckenabschnittes Deba–Zarauz aufzubringen. Dieses Teilstück war wegen des Geländes und der Geologie besonders schwierig zu bauen. Nach dem Bau von sieben Kilometern Trasse einschließlich einiger Tunnel kamen die Arbeiten im Juli 1895 zum Stillstand. Der Vorsitzende des Verwaltungsrats Eduardo Aznar trat zurück und wurde durch Plácido Allende ersetzt. Dieser versuchte durch Auftreiben von weiteren Geldern die Zahlungsunfähigkeit der Gesellschaft zu verhindern und erwirkte eine Verlängerung der Baubewilligung für die Strecke um drei Jahre, welche am 14. März 1897 durch die Regierung bewilligt wurde. Ein neues Abkommen wurde zwischen der Ferrocarril Central de Vizcaya und der Ferrocarril Elgoibar–San Sebastián ausgehandelt, in dem festgelegt wurde, dass die Ferrocarril Central de Vizcaya den Streckenabschnitt fertig baut und den Betrieb auf den anderen beiden Abschnitten übernimmt. Im Vorstand waren nun zwei Vertreter der Ferrocarril Elgoibar–San Sebastián und drei Vertreter der Ferrocarril Central de Vizcaya.
Am 22. Juni 1898 wurden die für das Baulos Deba–Zumaia an den Bauunternehmer Pedro Gandaga vergeben, der sich verpflichtete, die Arbeiten binnen zwei Monaten fertigzustellen. Das Baulos Zumaia–Zarauz wurde an José Ignacio Ostolaza vergeben, der alle Stahlbrücken am 3. Februar 1899 an die Talleres Miravalles vergab. Dazu gehörte die 100 Meter lange Brücke bei Zumaia, die über den Urola führt und in der Mitte von einem Mauerwerkspfeiler getragen wird. Am 3. April wurde der Vertrag über die Lieferung von Schwellen mit José Uribasterra abgeschlossen, die Schienen wurden von La Vizcaya geliefert und die Mauerwerksarbeiten wurden von Amadeo Amador verrichtet. Der Abschnitt Deba–Zarauz wurde am 1. Januar 1901 eingeweiht, womit die Provinzhauptstädte Bizkaia und Gipuzkoa mit einer direkten Eisenbahnstrecke miteinander verbunden waren.
Der Betrieb der Strecke erwies sich als wirtschaftlich kompliziert. Mit der Beschaffung von schwereren Fahrzeugen mussten die Stahlbrücken verstärkt werden. Die Brücke über den Urola wurde durch zwei neue Fachwerkträgern der Firma Chávarri, Petrement y Cía aus Bilbao verstärkt.
Am 1. Februar 1901 wurden die Personalabteilungen der drei Bahnen zusammengelegt und die Fusion der drei Gesellschaften vorbereitet. Der Tod von Francisco de Igartua und seines Nachfolgers José María Solaún schafften ein Klima des Misstrauens unter den nicht zur Central de Vizcaya gehörenden Aktionären, so dass die guten Beziehungen zwischen den Verwaltungsräten der drei Gesellschaften verdorben wurden. An der Versammlung vom 18. Juli 1901 wurde bestimmt, dass der Präsident der Central de Vizcaya nicht der Präsident der anderen beiden Gesellschaften sein kann, womit die Harmonie bis zum Tod von Francisco de Igartua komplett zerstört wurde. Am 6. Februar 1902 wurden die Aktivitäten für eine Fusion wieder aufgenommen.
Die schlechten wirtschaftlichen Ergebnisse der Strecke führten zur Erklärung der Insolvenz am 12. September 1903. Die Gläubiger, namentlich die Banco de Bilbao, die Banco de Vizcaya und die Banco de España, befürworten ein Fusion der drei Gesellschaften. Sie erzwangen die Annahme eines Schiedsgerichtverfahrens, dessen Kommission am 27. Juli 1904 ein Vereinbarungsentwurf vorlegte, der von Plácido Allende angenommen wurde. Er war sowohl Präsident der Ferrocarril Durango a Zumarraga wie auch der Ferrocarril Elgoibar a San Sebastián. Der Entwurf wurde aber vom Präsidenten der Ferrocarril Central de Vizcaya abgelehnt weil er den Konkurs der Ferrocarril Elgoibar a San Sebastián beabsichtigte. Die Kommission trat am 2. Oktober 1905 zurück.
Am 6. März 1906 wurde eine neue Kommission für ein erzwungenes Schiedsgericht gebildet. Der Entscheid dieses dritten Schiedsgerichts musste eingehalten werden und sah eine Strafe von 500.000 Peseten für diejenigen, welche ihn nicht befolgen sollten. Am 5. November 1906 stellte die Kommission eine öffentliche Urkunde aus, in der die Schuldentilgung der Ferrocarril Elgoibar a San Sebastián und die Bedingungen für die Fusion zur Ferrocarriles Vascongados festgelegt waren. Die Central de Vizcaya sah sich zur Fusion gezwungen wegen der wirtschaftlichen Last des unrentablen Betriebes der Strecke Elgoibar–San Sebastián und der Konkurrenz auf der Stammstrecke durch die Tranvía eléctrico de Bilbao a Durango y Arratia.

##### Daten der Eröffnung der Teilabschnitte
| Eröffnung      | Teilabschnitt         |
| -------------- | --------------------- |
| 3. August 1893 | Elgoibar–Deba         |
| 9. April 1895  | Zarautz–San Sebastian |
| 1. Januar 1901 | Deba–Zarautz          |

Die Ferrocarril de Elgoibar a San Sebastián besaß auch die Konzession für die Strecke von San Sebastián an die französische Grenze. Diese wurde an die Sociedad Constructora de Obras Públicas y Fomento Industrial übertragen, welche eine Aktiengesellschaft gründete und sich verpflichtete, die Strecke in drei Jahren fertigzustellen.

##### Fahrzeuge
1902 verfügte die Ferrocarril de Elgoibar a San Sebastián über 11 Dampflokomotiven, 37 Personenwagen, 15 Gepäckwagen und 127 Güterwagen. Die Lokomotiven trugen Name und stammten von den Herstellern Nasmyth & Wilson aus England, H.K. Porter aus den USA und Krauss aus Deutschland.
Lokomotiven
| Nummer | Name            | FV-Nummer | Achsfolge | Hersteller       | Fabriknummer | Baujahr | Kommentar                                                |
| ------ | --------------- | --------- | --------- | ---------------- | ------------ | ------- | -------------------------------------------------------- |
|        | Igartua         |           |           | Nasmyth & Wilson |              | 1892    |                                                          |
|        | Ibaizabal       |           |           | Nasmyth & Wilson |              | 1892    |                                                          |
| 1      | Zarautz         | 102       | 1'Ct      | Nasmyth & Wilson | 440          | 1892    | 1904 an Central de Vizcaya abgegeben                     |
|        | Tavira          |           |           | Nasmyth & Wilson |              | 1892    |                                                          |
| 4      | Durango         |           | Ct        | Hanomag          | 1459         | 1881    | von Central de Vizcaya übernommen                        |
| 2      | Deva            | 101       | 1'Ct      | Nasmyth & Wilson | 445          | 1892    | 1904 an Central de Vizcaya abgegeben                     |
| 3      | San Sebastián   | 103       | 1'Ct      | Nasmyth & Wilson | 456          | 1894    | 1904 an Central de Vizcaya abgegeben                     |
|        | Vizcaya         |           |           | Nasmyth & Wilson |              | 1898    |                                                          |
| 14     | Aurrera         | 104       | 1'Ct      | Nasmyth & Wilson | 551          | 1898    | erhalten im Baskischen Eisenbahnmuseum                   |
| 241    | Urola           | 241       | 1'C       | H.K. Porter      | 2538         | 1902    |                                                          |
| 242    | Santa Catalina  | 242       | 1'C       | H.K. Porter      | 2539         | 1902    |                                                          |
| 243    | Santa Marina    | 243       | 1'C       | H.K. Porter      | 2540         | 1902    | 1904 von FC Durango–Zumarraga übernommen                 |
| 244    | M.M.Gortazar    | 244       | 1'C       | H.K. Porter      | 2541         | 1902    | 1904 von FC Durango–Zumarraga übernommen                 |
| 263    | Placido Allende | 263       | 1'C1't    | Krauss           | 4762         | 1902    | von Central de Vizcaya übernommen                        |
| 261    | Sagarbide       | 261       | 1'C1't    | Krauss           | 4763         | 1902    |                                                          |
| 262    | Iziar           | 262       | 1'C1't    | Krauss           | 4764         | 1902    |                                                          |
| 201    | Easo            | 201       | 1'C2't    | Krauss           | 5053         | 1904    | Engerth-Lokomotive                                       |
| 202    | Donostia        | 202       | 1'C2't    | Krauss           | 5054         | 1904    | Engerth-Lokomotive                                       |
| 203    | Elgoibar        | 203       | 1'C2't    | Krauss           | 4762         | 1906    | Engerth-Lokomotive                                       |
| 221    | Zumaya          | 221       | 2'Bt      | Nasmyth & Wilson | 582          | 1900    |                                                          |
| 222    | Amara           | 222       | 2'Bt      | Nasmyth & Wilson | 583          | 1900    |                                                          |
| 223    | Udala           | 223       | 2'Bt      | Nasmyth & Wilson | 624          | 1901    | 1905 Verkauft an Ferrocarril Astillero-Ontaneda verkauft |

### Ferrocarriles Vascongados
Am 1. Juli 1906 entstand die Compañía de Ferrocarriles Vascongados, die aus der Fusion der drei Schmalspurbahnen hervorging. Das Streckennetz war 157,232 km lang und diente sowohl dem Güter- und Personenverkehr. Es Verband die wichtigsten Orte von Bizkaia und Gipuzkoa miteinander und stellte den Anschluss an andere wichtige Bahnstrecken her.
Die einzelnen Bahngesellschaften trugen wie folgt zum Streckennetz bei:
- Ferrocarril Central de Vizcaya:
  - Hauptstrecke: 34,107 km Strecke und 17 Bahnhöfe
  - Zweigstrecke von Durango nach Elorrio und Arrazola: 15,223 km Strecke mit 5 Bahnhöfen
- Ferrocarril de Durango a Zumárraga mit der Stichbahn nach Elgoibar: 52,044 km Strecke und 12 Stationen
- Ferrocarril de Elgoibar a San Sebastián: 52,858 km Strecke mit 18 Bahnhöfen.

1901 begannen Plácido Allende und Julio de Igartua die Fusion der drei Bahngesellschaften vorzubereiten. Plácido Allende war der Verwaltungsratsvorsitzende der beiden Bahnen Ferrocarril de Durango a Zumárraga und Ferrocarril de Elgoibar a San Sebastián und Julio de Igartua der Geschäftsführer der beiden Bahnen. Die Verhandlungen verliefen im Sande und es konnte keine Übereinkunft erreicht werden.
Im November 1905 wurde eine Einigung über die Schätzung des finanziellen Wertes jeder Bahngesellschaft erreicht, im Besonderen desjenigen der angeschlagenen Ferrocarril de Elgoibar a San Sebastián. Das Gesamtkapital der neuen Gesellschaft wurde auf 33.862.011,16 Peseten festgelegt.
Am 11. Mai 1906 trafen sich in Bilbao die folgenden Leute:
- José de Acillona Garay (Marqués von Acillona), Vertreter der Ferrocarril Central de Vizcaya
- Plácido Allende Plágaro, Vertreter der Ferrocarril de Durango a Zumarraga
- Recaredo Uhagon Vedia, Vertreter der Ferrocarril del Elgoibar a San Sebastián
- Tomás Balas Ageo, wichtigster Inhaber von hypothekarisch gesicherten Schuldverschreibungen der Ferrocarril del Elgoibar a San Sebastián

Sie ernannten die folgenden Personen als Amigables Componedores (deutsch in etwa „ehrliche Vermittler“), die den Auftrag hatten, eine Möglichkeit zu einer Einigung auf eine fusion zu suchen:
- Domingo Villamil Fernández del Cueto, Direktor der Bank von Spanien in Bilbao
- José Luis de Villabaso Gorrita, Direktor der Bank von Bilbao
- Enrique Ocharán Rodríguez, Generaldirektor der Bank von Bizkaia
- que deben buscar una fórmula de arreglo para la fusión.

Der Ausschuss der Amigables Componedores hatte die Aufgabe, die Verschuldung der Ferrocarril del Elgoibar a San Sebastián zu analysieren, die Statuten der aus der Fusion hervorgehenden neuen Gesellschaft auszuarbeiten, sowie deren Geschäftsführer und deren ersten Aufsichtsrat zu bestimmen. Für die Aufgabe stand ein Zeitraum von einem Jahr mit der Möglichkeit einer Verlängerung um 180 Tage zur Verfügung. Nach der Ausarbeitung von mehreren Gutachten unter Beteiligung bedeutender Rechtsberater, wurde der Gesellschaftsvertrag am 6. November 1906 unterzeichnet, der ein neues Unternehmen mit einem Aktienkapital von 20 Millionen Peseten und 15,5 Millionen Kapital in Form von Anleihen gründete.
Die Fusion der Gesellschaften brachte eine enorme Verbesserung in der Betriebsführung des von der neuen Gesellschaft verwalteten Eisenbahnnetzes. Der Umsatz wurde gesteigert und die Betriebsausgaben gesenkt, so dass in allen Bereichen nach der Fusion mehr liquide Mittel zur Verfügung standen.
Im Dezember 1906 unterbrach ein Erdrutsch zwischen Deba und Arrona die Strecke, was dazu führte, eine Streckenverlegung weg von der Küste anzugehen. Weiter wurden Schritte unternommen um die Konkurrenz durch die Tranvía Eléctrico de Bilbao a Durango y Arratia einzudämmen.
Es wurde ein Vertrag zum Transport der Produkte von Cementos de Rezola in Añorga unterzeichnet und eine Zusammenarbeit mit der Straßenbahn San Sebastián vereinbart, welche die Güter der Bahn bis zum Hafen der Stadt und zum Hafen von Pasai transportierte.
Einige wichtige Investitionen in die Infrastruktur wurden 1907 getätigt. So wurden die Schienen mit einem Metergewicht von 26 kg, gegen solche mit 32,2 kg pro Meter ausgetauscht. Weiter sorgte ein neuer Bahnhof in Durango dafür, dass die direkten Züge von Bilbao nach Zumarraga dort nicht mehr Kopf machen mussten, und es wurde eine neue Ausbesserungswerk in Durango errichtet. Zwischen Deba und Arrona begann der Bau der neuen, weiter vom Meer entfernten Trasse und in Bilbao wurde die Zweigstrecke von Azbarren nach dem Stadtbezirk Basurto in Betrieb genommen, wodurch die Netze der Ferrocarriles Vascongados und der Ferrocarril Santander-Bilbao miteinander verbunden wurden. Weiter wurde der Betrieb rationalisiert, so dass weniger Fahrzeuge benötigt wurde. Es wurden 40 Wagen an das Ministerio de Fomento (Ministerium für Öffentliche Arbeiten) verkauft. Der Erlös aus dem Verkauf war 94.361 Pesetas, der von der Bahngesellschaft erst nach elf Jahren eingefordert wurde. Die Königliche Verordnung vom 28. August 1908 bewilligte die Fusion und übertrug der Ferrocarriles Vascongados die vereinbarten Tarifbestimmungen und die besonderen Bedingungen der Konzessionen der Vorgängerbahnen.
1911 kaufte die Bahn die Tranvía Eléctrico de Bilbao a Durango y Arratia. Die meterspurige elektrische Straßenbahn betrieb 49,21 km Strecke. Sie verband Bilbao mit Durango und stand auf dieser Strecke im direkten Wettbewerb mit der Ferrocarriles Vascongados, das die Strecke über weite Teile parallel zur Ferrocarriles Vascongados verlief. Zusätzlich betrieb sie einen Seitenast durch das Arratia-Tal nach Zeanuri. Der Fuhrpark der Straßenbahn umfasste beim Kauf 26 Motorwagen, 7 Gütermotorwagen und 49 Anhängewagen verschiedener Bauarten.
Die Ferrocarriles Vascongados bezog ihren Geschäftssitz im Bahnhof Bilbao-Atxuri, der zuvor der Hauptsitz der Ferrocarril Central de Vizcaya war. Der Bahnhof wurde 1882 durch den Architekten Sabino Goicoechea gebaut und 1895 erweitert. Am 29. November 1911 bewilligte der Aufsichtsrat den Vorschlag der Direktion, einen neuen Bahnhof in Bilbao zu bauen. Bei einem Architekturwettbewerb wurde das Projekt von Manuel María Smith ausgewählt. Mit der Ausführung wurde das Unternehmen Domingo Hormaechea y Cía beauftragt, das den Bahnhof auf neu erworbenem Gelände 1913 errichtete. Die Einweihung fand am 23. Februar 1914 statt.
Durch eine Vereinbarung zwischen den Bahngesellschaften Ferrocarriles del Cantábrico, Ferrocarril Santander-Bilbao, Ferrocarriles Económicos de Asturias und Ferrocarriles Vascongados verkehrte ab 1912 ein direkter Zug von Oviedo in Asturien an die französische Grenze. Die 473 km lange Strecke wurde in 12 Stunden zurückgelegt. Die Kosten für die eigens für diesen Zug beschafften sieben luxuriösen Drehgestellwagen 1. Klasse und vier Wagen 3. Klasse mit Gepäckabteil teilten sich die vier Bahnen, wobei jede Gesellschaft anteilmäßig zu den auf ihrem Streckennetz zurückgelegten Kilometern bezahlte.
Am 9. April 1913 wurden umfangreiche Bauvorhaben im Streckennetz der Ferrocarriles Vascongados gutgeheißen. Bei Lasarte wurde zwischen Aguinaga und Irubide die Streckenführung um 3,817 km gekürzt und ein schwieriger Streckenabschnitt entfernt. Die wichtigsten Bauwerke waren der 612 m lange San-Esteban-Tunnel und der Viadukt über den Oria. Der neue Streckenabschnitt konnte am 14. Dezember 1914 eingeweiht werden. Weiter wurde eine neue Erzverladeanlage am rechten Ufer des Nervión beim Bahnhof Achuri in Betrieb genommen und die Verbindung zur Ferrocarril Pamplona-San Sebastián, auch bekannt als Ferrocarril del Plazaola, verbessert.
Der während des Ersten Weltkriegs angestiegene Kohlenpreis veranlasste die Ferrocarriles Vascongados zur Gründung der Hulleras Vascongadas, S.A. (deutsch „Baskische Kohlengesellschaft“), welche die asturischen Kohlenvorkommen bei Pola de Lena abbaute. Sie wurden per Meterspurbahn in Zügen von 10 Wagen zu 20 t zum Hafen von San Juan de Nieva am Fluss Aviléz gebracht und von da per Schiff nach Bilbao transportiert und von da wiederum per Bahn nach Durango verbracht, wo die Brikett für die Lokomotiven hergestellt wurden.
1921 wurde der Umbau des Kopfbahnhof in Durango zu einem Durchgangsbahnhof angegangen. Das Projekt wurde vom Ingenieur Manuel Alonso Zavala erstellt. Weiter sollte auch die Streckenführung zwischen Durango und Lebario um 775,90 m gekürzt und dabei zwei Bahnübergänge aufgehoben werden. Das Projekt wurde im Januar 1922 vorgestellt und am 4. Dezember 1922 durch eine Ministerialerlass bewilligt. Die Bauarbeiten begannen am 15. Februar 1923.
Die Elektrifikation des Streckennetzes wurde 1920 ins Auge gefasst und es wurden erste Schritte in die Wege geleitet um die finanziellen Mittel für dieses Projekt aufzutreiben. Zusammen mit der Elektrifikation sollte auch eine verkürzte Streckenführung realisiert werden in dem durch Kunstbauten verschiedene kurvenreiche Abschnitte begradigt werden sollten und dadurch die Distanz zwischen Bilbao und San Sebastian auf 29 km gekürzt werden sollte. Die Streckenführung sollte in den folgenden Abschnitten gekürzt werden:
- Streckenabschnitt Etxebarri–Zuazo–Lemona bei Bilbao, Kürzung um 7 km
- Scheiteltunnel bei Zaldibar
- Streckenabschnitt Éibar–Elgoibar, Kürzung durch Bau eines 2,5 km langen Tunnels bei Acitaín
- Tunnel bei Sasiola südlich der Einfahrt von Deba, Kürzung um 6,5 km
- Begradigung der Strecke bei Aginaga durch einen Tunnel
- Begradigung der Strecke bei Usurbil durch einen Tunnel und eine neue Brücke über den Orio
- Neue Streckenführung der Einfahrt von San Sebastian

An der außerordentlichen Generalversammlung vom 13. August 1925 beschloss der Verwaltungsrat unter anderem seine Verkleinerung von 12 auf 7 Mitglieder und verlängerte seine Amtsperioden von drei auf fünf Jahre.
Beim Streckenkilometer 10,471 zwischen Zaldibar und Eibar wurde 1927 eine Kreuzungsstelle in Betrieb genommen, die am 1. Juli 1928 in den Bahnhof Mallavía umgewandelt wurde. Im selben Jahr wurde der Bau eines Zuganges zum Hafen von Pasai untersucht. Die Strecke wäre von der Ferrocarril de San Sebastián a la frontera francesa ausgegangen. Ein anderer Zugang wurde in Bilbao untersucht, wo ein Gleis an den Kai am Nervión bei la Naja erstellt werden sollte – seit 1925 rechnete man bereits mit einem Zugang auf der anderen Seite des Nervión bei Uribitarte.
Die Elektrifikation bedeutete einen großen Investitionsaufwand für die Bahn, aber versprach auch große Vorteile, wie Verkürzung der Reisezeiten und Erhöhung der Anhängelasten. Im gesamten wurde mit Einsparungen um die 45 % gerechnet.
1935 wurde die 2. Klasse wegen mangelnder Nachfrage aufgehoben. 1930 stammten 65 % der Einnahmen aus dem Güterverkehr und 32,5 % aus dem Personenverkehr. Verschiedene Probleme, wie zum Beispiel die Zahlungsunfähigkeit des Stahlwerks Purísima Concepción in Astete, das 1933 einen Betrag von 96.000 Pesetas schuldete, verschlechterten die finanzielle Lage der Bahn, die einen Sanierungsplan ausarbeitete. Es wurde folgendes vereinbart:
- Anpassung des elektrischen Energieverbrauchs und der Bezahlungen an Zulieferer
- Anpassungen bei den Personalausgaben
- Umwandlung von Bahnhöfen in Haltestellen
- Investitionen in Stellwerke und Aufhebung von Bahnübergängen, so das Schrankenwärter und Bremser eingespart werden konnten
- Neue Fahrpläne ab dem 22. Februar 1932, die erlaubten täglich 630 km Zugfahren einzusparen
- Definitive Abschaffung des Dampfbetriebes.

Der Plan reduzierte die Ausgaben zwischen 1931 und 1935 um 10,6 %, aber die Einnahmen aus dem Verkehr gingen um 19,7 % zurück, so dass die finanzielle Lage der Gesellschaft sehr schwierig wurde. 1936 wurde Ramón de la Sota Aburto zum Verwaltungsratspräsidenten ernannt, der der Nationalistischen Partei des Baskenlandes (PNV) nahe stand und einen guten Leistungsausweis in der Unternehmensführung hatte.

#### Der Spanische Bürgerkrieg
Ramón de la Sota schlug mehrere Maßnahmen vor, darunter ein Gläubigervergleich, den er bei der Aktionärsversammlung vom 30. Juni 1936 vorschlug. Kurz danach scheiterte der Putsch gegen die Regierung der Zweiten Spanischen Republik und der Spanische Bürgerkrieg begann. Die Bahngesellschaft wurde vergesellschaftlicht und ein Überwachungsausschuss der Arbeiter gebildet, der die Funktion des Verwaltungsrates übernahm.
Der Vorstoss der rebellischen Truppen wurde in Malzaga gestoppt, so dass die Strecke San Sebastián–Eibar durch das Eisenbahnregiment mit Elektrolokomotiven betrieben wurde, während die Strecke von Eibar bis Bilbao in den Händen der Regierung der Republik war und von der baskischen Regierung verwaltet wurde, die über ausreichen Fahrzeuge verfügte.
Durch die Kampfhandlungen wurden die Brücken bei Orio, Malzaga, Astepe, Andrapolea und Arratia, sowie der Steg be Bedia in die Luft gesprengt. Der Bahnhof Durango wurde beim Bombardement der Stadt zerstört und es entstanden große Schäden an der ganzen Bahninfrastruktur.
Zwischen dem Beginn des Krieges und dem 31. Dezember 1940 wurden mehr als 700.000 Peseten für Reparaturen ausgegeben. Im Frühjahr 1937 erlangten die Kampftruppen die vollständige Kontrolle über das Baskenland und alle Strecken der Bahngesellschaft. 1938 wurden folgende Fahrzeuge als schadhaft gemeldet:
- 5 Gepäckwagen
- 21 gedeckte Güterwagen
- 59 Hochbordwagen
- 31 Flachwagen
- 44 Kippwagen für den Erztransport

Dazu kamen 1939
- 6 Porter-Lokomotiven
- 8 zweiachsige Personenwagen
- 9 Personenwagen mit Drehgestellen
- 1 Postwagen mit Drehgestellen

#### Die Nachkriegszeit
Nach dem Krieg mussten alle gesprengten Brücken sowie der Bahnhof und die Werkstätten in Durango wieder aufgebaut werden und die Fahrzeuge repariert werden. Der Kraftstoffmangel machte den Strassentransport schwierig, so dass die Bahn einen bedeutenden Zuwachs im Personen und Güterverkehr verzeichnen konnte. 1940 wurden die Beförderungstarife um 15 % angehoben, was die Einnahmen um 18,15 % steigerte. Die Aktionärsversammlung beschloss am 25. September 1941 eine Erhöhung des Aktienkapitals auf 20 Millionen Peseten, was erlaubte den Schuldvertrag vom 8. Oktober 1940 zurückzuzahlen.
Am 15. Februar 1941 ereignete sich ein schwerer Unfall. Ein Unwetter mit Windspitzen von über 180 km/h führten zu einer Entgleisung auf der Urola-Brücke bei Zumaia, weil ein Baum auf die Schienen gestürzt war. Drei Personenwagen stürzten in den Fluss, vier stürzten den Bahndamm hinunter, zwei stürzten auf den Gleisen um und der Gepäckwagen blieb in der Luft hängen, einzig die Lokomotive bleib auf den Gleisen stehen. 22 Personen starben beim Unglück, 54 wurden verletzt. Es war der schwerste Unfall in der Geschichte der Ferrocarriles Vascongados.
1946 wurde erneut das Aktienkapital erhöht, diesmal von 40 Millionen auf 80 Millionen Peseten. Die Gesellschaft befand sich in einem nachhaltigen Wachstum und erreichte die höchsten Beförderungszahlen in ihrem bestehen – 652.000 Tonnen im Güterverkehr 1946 und beinahe 8 Millionen Reisende 1954. In diesem Jahr musste wegen fehlenden Stroms zum Dampfbetrieb zurückgekehrt werden.
Es wurden die Arbeiten am 1443 m langen Marcaute-Tunnel aufgenommen, die an die Arregui Construcciones S.A. vergeben waren. 1954 wurden die Schienen mit einem Metergewicht von 26 kg gegen solche mit einem Gewicht von 35 kg pro Meter getauscht.

#### Verkehrsrückgang und Schließung
Der zunehmende Straßenverkehr ließ sowohl den Güterverkehr, wie auch den Personenverkehr auf der Schiene zurückgehen. 1971 wurden noch 21.500 t Güter und 5.28 Millionen Personen transportiert. Mit der Betriebseinstellung der Ferrocarril del Plazaola 1959 wurde auch die Zweigstrecke nach Lasarte eingestellt, einzig die ersten Kilometer bis zum Dorf wurden beibehalten.
Die 1970er Jahre begannen mit einem Aufwand-Ertrags-Verhältniss von 97,1 %. 1970 wurde noch eine schwarze Null geschrieben, im folgenden Jahr kam es bereits zu einem Defizit von 20 Millionen Peseten. Es war der erste Verlust in der Geschichte der Bahn. In den folgenden Jahren wuchs das Defizit beständig.
Am 2. Januar 1970 wurde die Verbindung zwischen Ariz und Dos Caminos und am 30. Juni 1971 die Pullmanzüge eingestellt. Am 24. Juni 1972 wurde der Betrieb vollständig eingestellt, nachdem dieser Schritt bereits am 10. Juni 1972 beim Ministerio de Obras Publicas (deutsch „Ministerium für öffentliche Arbeiten“) angemeldet wurde.
Am 21. Juni 1972 gab das Ministerio de Obras Publicas einen Erlass aus, der der FEVE den Auftrag gab, das Streckennetz der Ferrocarriles Vascongados zu betreiben. Die Akte der Betriebseinstellung der Ferrocarriles Vascongados wurde von den Präsidenten der beiden Bahngesellschaften unterschrieben: für die FEVE unterschrieben Mariano Pascual und Rafael Corona, für die Ferrocarriles Vascongados Rafael Guzman, Präsident des Verwaltungsrates.
Am 17. Februar 1976 wurde ein Übereinkommen zwischen der Verwaltung und der Ferrocarriles Vascongados erreicht, in dem der Staat 280 Millionen Peseten für alle Strecken der Gesellschaft bezahlte. Im Vertrag hatte die zu Beginn ihres Bestehens erteilte unbefristete Konzession der Ferrocarril de Bilbao a Durango eine entscheidende Bedeutung. Die vereinbarte Summe wurde in zwei Zahlungen 1982 überwiesen. Es konnten dadurch alle Hypotheken der Ferrocarril Central de Vizcaya, der Ferrocarril Durango a Zumarraga und der Ferrocarril del Elgoibar a San Sebastián abbezahlt werden.
Die letzten Zahlungsansprüche wurden 1987 vom Obersten Gerichtshof Spaniens zugunsten der Ferrocarriles Vascongados geregelt. Am 29. Dezember 1995 fand die letzte Aktionärsversammlung der Ferrocarriles Vascongados, wo die Auflösung der Gesellschaft beschlossen wurde.

#### Nach der Schließung
Nachdem 1972 der Betrieb durch die FEVE übernommen wurde, welche im Besitz des Ministerio de Obras Publicas war, stellte dieses einen Plan zur umfassenden Modernisierung und wirtschaftliche Sanierung der Bahn auf. Es wurde die Zweigstrecke von Ariz nach Dos Caminos definitive eingestellt, ebenso diejenige von Durango nach Elorrio und zu den Bergwerken von Arrazola. Weiter wurde auch der Betrieb auf der Strecke Malzaga–Zumárraga eingestellt. Der Güterverkehr sollte gefördert werden, wozu die dafür notwendigen Fahrzeuge überholt werden sollten. Die Reisezüge mit Luxuswagen wurden bis am 4. September 1977 beibehalten.
Ab dem 1. Juni 1979 wurden alle vollständig im Baskenland verlaufenden Strecken der baskischen Regierung überschrieben, der sich bis zum 24. Mai 1982 direkt um deren Betrieb kümmerte. Danach übernahm das per Erlass 105/1982 gegründete staatliche Unternehmen Euskotren den Betrieb. Die Verbesserungen der Infrastruktur ließen den Verkehr wieder ansteigen. 1999 wurden 7,7 Millionen Reisende und 150.000 Tonnen Güter transportiert.
Zwischen Bilbao und San Sebastian wurden die direkten Züge mit wenigen Zwischenhalte beibehalten. 1995 wurden diese Züge unter dem Namen Bidexpress bis zur französischen Grenze verlängert, ebenso verkehrten ab 1998 wieder die Pullmanzüge unter dem Namen Euskopullman ab Hendaye.

## Die Elektrifikation
Seit dem Ende des Ersten Weltkrieges stiegen die Kohlenpreise wegen der Wirtschaftskrise an, so dass die Ferrocarriles Vascongados plante, ihre Strecken zu elektrifizieren. Im Dezember 1920 wurden Anleihen ausgegeben, um das Vorhaben zu finanzieren. Die Gelder waren bei der Banco de Crédito de la Unión Minera angelegt, die 1925 Konkurs ging. Dies führte zu finanziellen Problemen, welche das Projekt verzögerten. Mit der Elektrifikation sollte die Transportleistung im Personen- und Güterverkehr angehoben werden und die Fahrzeiten verkürzt werden.
Am 15. Mai 1923 wurde bei der Regierung die Erlaubnis zum Ersatz des Dampfbetriebes durch den Elektrobetrieb nachgefragt. Am 5. August vergab der Verwaltungsrat der Ferrocarriles Vascongados das Projekt der Elektrifikation an den italienischen Ingenieur Lello Pontocorvo und an den Schweizer Ingenieur Carlos Isler. Lello Pontocorvo arbeitete das finale Vorhaben aus, das vom Ministerio de Fomento (Ministerium für Infrastrukturen und Verkehr) am 1. Juni 1927 bewilligt wurde.
Bis zum 31. Dezember 1930 wurden im gesamten 11.369.278,01 Peseten für die Elektrifizierung ausgegeben, die sich wie folgt aufteilten:
| Gegenstand                                                  | Betrag in Peseten |
| ----------------------------------------------------------- | ----------------- |
| Unterwerke                                                  | 688.606,87        |
| Elektrische Ausrüstung der Unterwerke                       | 1.115.215,99      |
| Total Unterwerke                                            | 1.803.822,86      |
| 10 Elektrolokomotiven von BBC                               | 1.833.565,08      |
| 9 große Motorwagen von Ganz                                 | 1.732.722,59      |
| 5 kleine Motorwagen von Ganz                                | 740.138,80        |
| Elektrische Ausrüstungen für die Heizung der Wagen von Ganz | 182.630,68        |
| Ersatzteile                                                 | 23.734,35         |
| Total Fahrzeuge                                             | 4.512.791,50      |
| Fahrleitung                                                 | 4.241.294,42      |
| Hochspannungsleitung Cerranuza–Durango                      | 120.570,91        |
| Hochspannungsleitung San Antolín–Deba                       | 125.263,88        |
| Hochspannungsleitung Leizaran–Lasarte                       | 132.833,95        |
| Schaltposten                                                | 188.232,49        |
| Neu verlegen der Telefon- und Telegrafenleitungen           | 152.348,80        |
| Installation und Werkstätte                                 | 54.439,29         |
| Versuche und Diverses                                       | 37.643,91         |

### Energieversorgung
Am 8. März 1927 wurde mit Hidroeléctrica Española über die Lieferung der elektrischen Energie zur Versorgung der Fahrleitung unterzeichnet. Die Energielieferung erfolgte mit 30 kV Dreiphasenwechselstrom, der in fünf Unterwerken in 1500 V Gleichstrom zur Versorgung der Strecken umgewandelt wurde. Je nach Unterwerk waren dafür ein bis zwei Umformer der Maschinenfabrik Oerlikon (MFO) aufgestellt, ein Angebot von Brown, Boveri & Cie. (BBC), die Unterwerke mit Quecksilberdampfgleichrichter auszurüsten, wurde nicht berücksichtigt. Die Gebäude der Unterwerke wurden vom Architekten Luis de Elejabeitia entworfen. Die Unterwerke waren an den folgenden Orten aufgestellt:
- Lasarte (zwei Umformer)
- Deba (ein Umformer)
- Vergara (zwei Umformer)
- Durango (ein Umformer)
- Ariz (zwei Umformer)

### Fahrleitung
Für das Projekt wurde folgendes Material beschafft:
- 4.320 Oberleitungsmasten von La Basconia de Basauri (Bizkaia)
- 426 km Kupferfahrdraht von Electromecánica aus Córdoba.
- Isolatoren vom deutschen Hersteller Rosenthal, die von Manufacturas Cerámicas in Barcelona gefertigt wurden
- andere Oberleitungsteile von der Unión Cerrajera de Mondragón (Gipuzkoa).

Der Bau der Oberleitung wurde am 27. Januar 1927 an Carlos Isler vergeben, der eine windschiefe Fahrleitung errichtete, die ohne Nachspannung auskam. Die Arbeiten begannen am 1. Dezember 1926 und waren anfangs 1929 abgeschlossen.

### Fahrzeuge
Für den elektrischen Betrieb wurden zunächst die folgenden Fahrzeuge beschafft:
- 10 Lokomotiven von Brown-Boveri (FEVE-Baureihe 4000)
- 9 große Motorwagen von Ganz
- 5 kleine Motorwagen von Ganz

Es mussten mehr als hundert Reisezugwagen von Dampfheizung auf Elektroheizung umgebaut werden, wobei die elektrische Ausrüstung ebenfalls von Ganz stammte.
Später wurden zusätzlich drei Lokomotiven von Asea gekauft und drei Anhängerwagen von Ganz zu Motorwagen umgebaut.

### Betrieb
Der erste elektrisch betriebene Abschnitt war die Strecke Vergara–Zumárraga. Sie wurde mit Strom von der Ferrocarril del Urola betrieben. Die Reisezeiten wurde wesentlich gekürzt, so dass zwischen Bilbao und San Sebastián 52 Minuten eingespart werden konnten. Zwischen Durango und Amorebieta wurden Versuche unter der Verwendung der Stromversorgung von der Tranvía de Bilbao a Durango y Arratia gemacht, die allerdings nur eine Spannung von 600 V statt 1500 V hatte. Am 24. April 1929 war das ganze Streckennetz mit Ausnahme der Zweigstrecke nach Elorrio elektrifiziert. Am 23. August fand die feierliche Eröffnungsfahrt von Bilbao nach San Sebastián statt, die für die Strecke 2 Stunden und 17 Minuten benötigte. Am 20. November 1929 wurden die Fahrpläne auf die neuen kürzeren Reisezeiten und die größeren Anhängelasten angepasst. Die Hauptstrecke konnte mit 80 km/h befahren werden. 1945 wurde die Zweigstrecke von Durango nach Elorrio und zu den Bergwerken in Arrazola elektrifiziert.
Die Elektrifikation rentierte sich sehr für die Bahngesellschaft. Eine von J.A. Guerricabeitia durchgeführte Studie aus dem Jahre 1953 zeigte eine Ersparnis von 44,27 % gegenüber dem Dampfbetrieb auf.

## Durchgehende Züge zwischen Asturien und der französischen Grenze
1912 kamen die Bahngesellschaften, welche Meterspurbahnen in Asturien, Kantabrien und im Baskenland betrieben, zu einer Vereinbarung für das Angebot eines Schnellzuges von Oviedo, der Hauptstadt von Asturien, nach Hendaye an der französischen Grenze. Es waren dies die folgenden Gesellschaften:
- Compañía del ferrocarril Cantábrico
- Compañía de los Ferrocarriles Económicos de Asturias
- Compañía de los Ferrocarriles de Santander a Bilbao
- Compañía de los Ferrocarriles Vascongados

Die Strecke war 473 km lang und die Reisezeit betrug 13 Stunden und 44 Minuten. Der Zug verkehrte ab Oviedo am Montag, Mittwoch und Freitag, ab Hendaye am Dienstag, Donnerstag und Samstag. Der Zug hielt auf der Hinfahrt in Llanes und auf dem Rückweg Bilbao-Concordia für das Mittagessen.
Am 17. Mai 1920 wurde der unwirtschaftliche Betrieb eingestellt und die Wagen an die Ferrocarril del Cantábrico und an die Ferrocarril Económicos de Asturias verkauft.
Am 13. August 1927 wurde der Betrieb wieder aufgenommen. Er hielt sich bis am 21. Februar 1932. Der Zug verkehrte jeden zweiten Tag in dieselbe Richtung und hatte eine Reisezeit von 7 Stunden und 32 Minuten. Das Mittagessen wurde während dem 45 Minuten langen Halt in Bilbao eingenommen. Das Angebot wurde von den Provinzregierungen in Oviedo und Gipuzkoa aus touristischen Interessen unterstützt. Nach dem Bürgerkrieg wurde das Angebot wieder aufgenommen, wobei die Reisezeit auf 6 Stunden und 16 Minuten verkürzt wurde. 1983 kehrte das Angebot entlang der kantabrischen Küste in Form eines Touristenzuges der FEVE zurück.

## Luxuszüge der Ferrocarriles Vascongados
Die Ferrocarriles Vascongados betrieb einige Züge mit Luxuswagen auf der Hauptstrecke Bilbao–San Sebastián. Solche Züge waren auf den Meterspurbahnen in Europa selten, es waren die einzigen in Spanien.
1929 wurde der elektrische Betrieb aufgenommen und mit ihm wurden auch Luxuszüge mit wenigen Halten eingeführt, die als Pullmanzug bezeichnet wurden. Neben Wagen der ersten, zweiten und dritten Wagenklasse gab es auch einen Salon- und Buffetwagen.

### Vorgeschichte
Die Compañía del Ferrocarril Central de Vizcaya, eine der drei Vorgängergesellschaften der Ferrocarril Vascongados, hatte bereits 1885 einen Spezialwagen gebaut, der an zahlungskräftige Fahrgäste vermietet werden konnte. Der Wagen wurde Saloncito Break genannt.
Nach der Eröffnung der Strecke Durango–Zumárraga 1887 wurden von einem privaten Betreiber auf dieser Strecke zwei Buffetwagen eingesetzt. Im Februar 1901 kam ein Salonwagen und ein weiterer Speisewagen hinzu, die von Murphy & Allison in Philadelphia gebaut worden waren. Sie wurden als Luxuszug zwischen Bilbao und San Sebastián eingesetzt.
Am 26. Juni 1902 wurde mit der Compañía Internacional de Wagons Lits (CIWL) ein Vertrag für den Betrieb dieser Wagen abgeschlossen. Die Dienstleistung wurde am 14. Februar 1904 eingestellt wegen Meinungsverschiedenheiten zwischen den drei Vorgängergesellschaften der Ferrocarril Vascongados, die am Betrieb des Zuges beteiligt waren.
Nachdem die Ferrocarriles Vascongados gegründet war, wurde der Betrieb der Luxuszüge im Februar 1907 wieder aufgenommen. Es verkehrte täglich ein Schnellzug von Bilbao nach San Sebastian und zurück. Gegenüber den konventionellen Zügen war die Reisezeit von vier auf drei Stunden gekürzt. Der Zug bestand aus der Lokomotive, einem Gepäckwagen und dem Salonwagen mit 20 Plätzen. Zwischen Bilbao und Durango wurden dem Zug zusätzlich ein 2. Klasse- und ein 3. Klasse-Wagen mitgegeben. Der Zug hielt in Amorebieta, Durango, Málzaga, Deba und Zarauz. Am 10. Februar 1911 wurde der Betrieb wegen Lokmangels wieder eingestellt, der Salonwagen konnte aber weiterhin gemietet werden.

### Pullmanzüge
Die Elektrifizierung der Strecke ermöglichte es, 1929 den Betrieb der Luxuszüge wieder einzuführen. Es wurden bei der englischen Firma Leeds Forge Company sechs Pullmanwagen gekauft, die von der CIWL betrieben wurden. Es wurde Besteck mit dem Emblem der Gesellschaft verwendet, das von der britischen Firma Elkington & Co. geliefert wurde.
Der Zug verkehrte zweimal täglich zwischen Bilbao und San Sebastian, wobei der Wunsch bestand, ihn bis an die französische Grenze zu verlängern. Er bestand aus einem Triebwagen der Firma Ganz mit Plätzen der 3. Wagenklasse, einem Gepäckwagen, einem Wagen 1. Klasse und einem Pullmanwagen mit Barbetrieb. Bei Bedarf wurde ein weiterer Pullmanwagen ohne Bar angehängt. Der Zug hielt an den Unterwegsbahnhöfen Amorebieta, Durango, Eibar, Málzaga, Deba, Zumaia und Zarauz.
Der Betrieb der Luxuszüge wurde wegen der Weltwirtschaftskrise bereits im Oktober 1930 wieder eingestellt. Lediglich im letzten Zug zwischen Bilbao und San Sebastián wurde ein Pullmanwagen eingereiht, was 1932 auch aufgegeben wurde. Nach dem Bürgerkrieg wurde der Betrieb im Juli 1939 wieder aufgenommen und bis zur Übergabe an die FEVE 1977 beibehalten. In den 1960er Jahren verkehrten zwei Zugpaare, die außer normalen Sitzwagen auch jeweils einen Pullmanwagen führten. Im Juni 1971 wurde der Barbetrieb eingestellt und am 4. September 1977 stellte die FEVE den Betrieb der Pullmanwagen ganz ein.

### Euskotren
Unter Euskotren wurde am 26. Dezember 1988 der Schnellzug Bidexpress in Betrieb genommen. Er hielt an den gleichen Bahnhöfen wie der alte Pullmanzug und hatte ein Videounterhaltungssystem für die Reisenden. Weiter hatten die Züge ein Gepäckabteil für Expresspakete. Sie verkehrten bis 1995 einmal täglich in jede Richtung.
Am 13. Mai 1998 wurde ein neuer Luxuszug unter dem Namen EuskoPullman eingeführt, der eine Cafeteria und gratis Zeitungen anbot. Diese Zug hielt in Atxuri, Bolueta, Durango, Eibar und Zarauz. Ab dem 3. Juli desselben Jahres verkehrte er bis Hendaye. Im April 1999 wurde der Betrieb auf die Wochenende der Sommersaison beschränkt.

### Talgo-Züge
Nachdem Talgo-Züge auf den Breitspurstrecken der RENFE eingesetzt wurden, untersuchte die Ferrocarriles Vascongados die Möglichkeit, solche Züge auf dem Meterspurnetz als Ersatz für die Pullman-Züge einzusetzen. Talgo plante einen Zug mit 101 Sitzplätzen, der nur 14 Tonnen gewogen hätte und damit viel leichter gewesen wäre als die vorhandenen Züge. Die Verhandlungen zwischen Talgo und der Ferrocarriles Vascongados waren nicht erfolgreich, so dass das Projekt nicht umgesetzt werden konnte.

## Elektrische Triebfahrzeuge

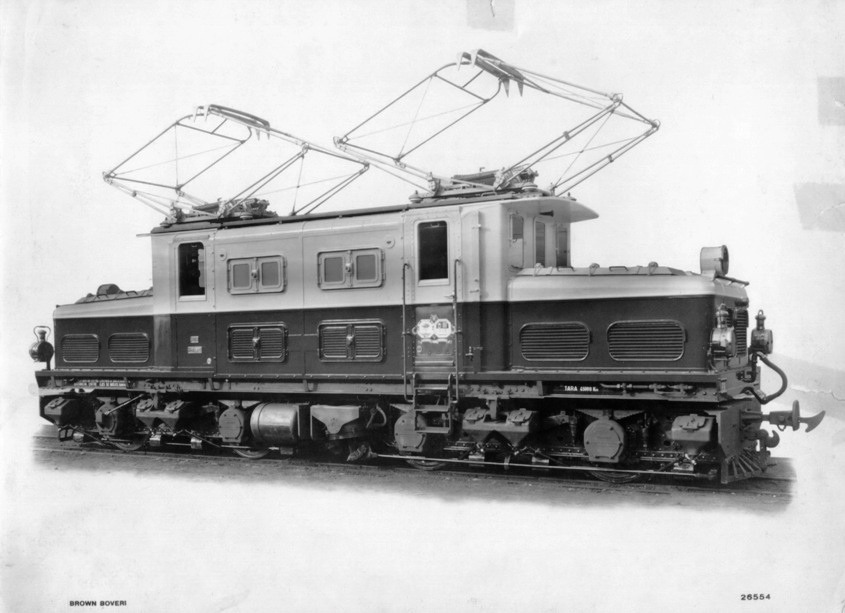
Brown-Boveri-Elektrolokomotive aus dem Jahre 1928. Sie hatte vier Motoren, die zusammen eine Leistung von 1000 PS erbrachten (siehe FEVE-Baureihe 4000).

Die Compañía de Ferrocarriles Vascongados hatte folgende elektrische Triebfahrzeuge:
- 10 Elektrolokomotiven von BBC, die 1928 speziell für die Vascongados gebaut wurden. die Lokomotiven mit Vorbauten ähnelten Krokodillokomotiven. Siehe auch Hauptartikel FEVE-Baureihe 4000.
- 11 Elektrolokomotiven von ASEA im Boxcab-Stil, davon 8 in den Jahren 1931 und 1932 beschafft, die anderen drei 1950.
- 9 Elektrotriebwagen von Ganz mit 44 Sitzplätzen und Gepäckabteil, sechs davon mit den Bezeichnungen MCD 1 bis 6 wurden 1928 beschafft, drei weitere mit den Bezeichnungen MCD 7 bis 9 folgten 1930.
- 5 Elektrotriebwagen von Ganz in Kurzversion, mit den Bezeichnungen MACD 1 bis 5, die 1928 beschafft wurden und auf der Ferrocarril del Deba verkehrten. Sie wurden ab 1951 auf der Strecke Bilbao–San Sebastián als Rangiertraktoren eingesetzt.
- 4 Elektrotriebwagen von Alsthom mit den Bezeichnungen MACD 10 bis 13, welche 1930 beschafft wurden und die MACD 1 bis 5 auf der Ferrocarril del Deba ersetzen.
- 4 Elektrotriebwagen, die in den 1960er-Jahren in den eigenen Werkstätten in Durango gebaut wurden und die Bezeichnungen MCD 14 bis MCD 17 trugen.[14]